# Liste der Kulturdenkmale in Pausa-Mühltroff

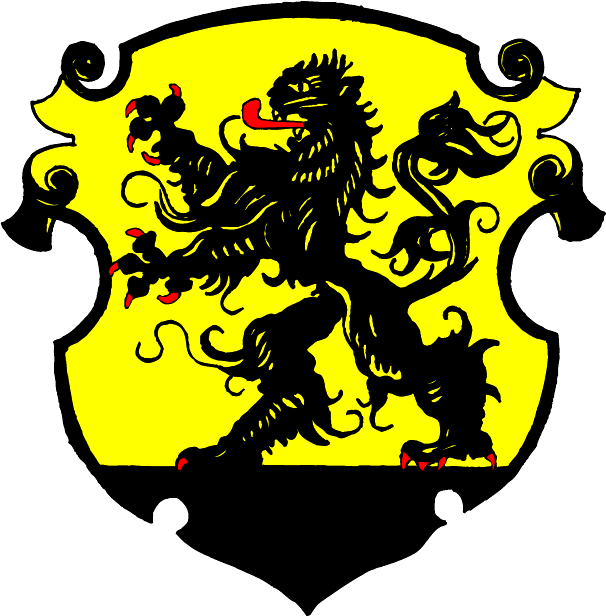
Wappen von Pausa-Mühltroff

In der Liste der Kulturdenkmale in Pausa-Mühltroff sind die Kulturdenkmale der sächsischen Stadt Pausa-Mühltroff verzeichnet, die bis September 2024 vom Landesamt für Denkmalpflege Sachsen erfasst wurden (ohne archäologische Kulturdenkmale). Die Anmerkungen sind zu beachten.
Diese Aufzählung ist eine Teilmenge der Liste der Kulturdenkmale im Vogtlandkreis.

## Pausa/Vogtl.
| Bild                                    | Bezeichnung | Lage                                    | Datierung                                                                              | Beschreibung | ID       |
| --------------------------------------- | --- | --------------------------------------- | -------------------------------------------------------------------------------------- | --- | -------- |
| Direkt Bild zu diesem Denkmal hochladen | Denkmalschutzgebiet Stadtkern Pausa (Vogtl.), Vorschlag                                                                    | (Stadtkern) (Karte)                     |                                                                                        | Denkmalschutzgebiet Stadtkern Pausa (Vogtl.), Vorschlag | 09302342 |
| Direkt Bild zu diesem Denkmal hochladen | Pavillon | (oberhalb des Bades) (Karte)            | Um 1930                                                                                | Holzkonstruktion oberhalb des Bades, Rest der 1927 begonnenen Freibadanlage. Oktogonaler Zentralbau mit Ziegelsubstruktionen als Aussichtspunkt, stark erneuert (1988). | 09232065 |
| Direkt Bild zu diesem Denkmal hochladen | Ackerbürgerhaus in geschlossener Bebauung                                                                                  | Altmarkt 1 (Karte)                      | Wohl 18. Jahrhundert                                                                   | Städtebauliche und mehrfache geschichtliche Bedeutung. Zweigeschossiger Massivbau. Erdgeschoss: Mauern zirka einen Meter dick. Obergeschoss: auch noch 40–50 Zentimeter. Kellergewölbe in mehreren Ebenen, große Bruchsteintonnen, charakteristische Durchfahrt im Erdgeschoss. Dachstuhl: nur noch fragmentarische Originalsubstanz, hier jedoch mit alten Holzverbindungen. Satteldach zur Straßenecke abgewalmt, um 1850 Dach „gedreht“, Fassade verändert. | 09302396 |
| Direkt Bild zu diesem Denkmal hochladen | Ackerbürgerhaus in geschlossener Bebauung in Ecklage                                                                       | Altmarkt 2 (Karte)                      | Kern wohl 18. Jahrhundert                                                              | Städtebauliche und womöglich baugeschichtliche Bedeutung. Das Gebäude mit Ursprung im 18. Jahrhundert war 1892 noch ein Fachwerkhaus (Obergeschoss mit Kopfbändern), auch nach Erdgeschossumbau 1910 (Laden) noch im Bestandsgrundriss erkennbar, desgleichen Gewölbe (böhmische Kappe?). | 09302397 |
|                                         | Kriegerdenkmal für die Gefallenen des Deutsch-Französischen Krieges 1870/1871                                              | Am Anger (Karte)                        | Bezeichnet mit 1873                                                                    | Ortsgeschichtlich von Bedeutung. Sandstein, stufenförmiges Postament, Quader mit Inschrifttafel und darauf Obelisk mit Kränzen, „Dem Gedächtnis der im Kriege 1870-1871 als Opfer für das Vaterland gefallenen Söhne dieser Stadt geweiht“. | 09232051 |
| Direkt Bild zu diesem Denkmal hochladen | Ehemaliger Gasthof | Am Plauenschen Tor 1 (Karte)            | Kern 18. Jahrhundert                                                                   | Bau- und ortsgeschichtliche sowie städtebauliche Bedeutung. Erdgeschoss Bruchsteinmauerwerk, im Flur sichtbar, mehrere Tonnengewölbe ebenerdig jenseits des Flures, Obergeschoss war Fachwerk. | 09302398 |
| Direkt Bild zu diesem Denkmal hochladen | Villa mit Einfriedung | Bahnhofstraße 2 (Karte)                 | 1897                                                                                   | Bildprägend, baugeschichtliche Bedeutung. Zwei Geschosse, drei Achsen, Zwerchhaus, Terrassendach. Sockel unverputztes Polygonalmauerwerk, darüber gelbe Klinkerfassade mit einem Horizontalgesims, Eckquaderung mit Bosse aus Kunststein, Fensterspiegel Stuckreliefs, Kunststeinfenstergewände profiliert und mit Segmentbogen, im Obergeschoss gerade, Bogenquaderung, Giebelaufbau mit Pyramidenstümpfen und Adlerskulptur, Einfriedung aus schmiedeeisernen Gittern mit Toreinfahrt. | 09232092 |
| Direkt Bild zu diesem Denkmal hochladen | Villa | Bahnhofstraße 4 (Karte)                 | 1903                                                                                   | Dominanter Erker mit Zwiebelturm, bildprägend, baugeschichtliche Bedeutung. Zwei Geschosse, drei Achsen, Mittelrisalit mit Erker, Mansarddach. Sockel: unverputztes Sandsteinquadermauerwerk mit Kellerfenstergewände. Fassade: rote Klinker mit Sandstein-Eckquaderung, Sandstein-Fenstergewände, im Obergeschoss Sandsteinspiegel und gerade Fensterverdachung. Ab Obergeschoss Dreiseiterker mit verkröpftem Gesims (Traufgesims) und weiteres Geschoss im Zwerchhaus, Abschluss mit Zwiebelhaube und Wetterfahne, regelmäßige Gaupen. | 09232093 |
| Direkt Bild zu diesem Denkmal hochladen | Ehemalige Stickerei-Fabrik (Herz'sche Fabrik)                                                                              | Bahnhofstraße 22 (Karte)                | 1894                                                                                   | Straßenbildprägender Bau mit orts- und technikgeschichtlicher Bedeutung. Irrtümlich als Bahnhofstraße 22a in der offiziellen Denkmalliste. - Fabrik: zwei Geschosse, zwölf Achsen, Mansarddach mit Gaupen, Seitenrisalit, unterkellert, Sockel, Fenster im Erdgeschoss mit Segmentbögen, Obergeschoss gerade Fensterstürze, Schieferdeckung, entstellender Putz - Im ersten Obergeschoss ehemalige Wohnung und Kontor: hier Stuckdecken aus den 1920er Jahren erhalten, weiterhin Zimmertüren aus der gleichen Zeit, im Treppenhaus Bleiglasfenster, im Erdgeschoss Gusssäulen aus der Erbauungszeit, dort ehemals Fabrikationsraum mit Stützen | 09232091 |
| Direkt Bild zu diesem Denkmal hochladen | Villa mit Einfriedung | Bahnhofstraße 26 (Karte)                | 1928–1929                                                                              | Denkmalfähig auf Grund des baugeschichtlichen, künstlerischen und stadtgeschichtlichen Wertes. Zwei Geschosse, Putzfassade, stark betonende Eingangsgestaltung mit profiliertem Rundbogen, verschiedene Runderker oder Anbauten, die mit grünem Kupferblech Fassade beleben, Fenster im Obergeschoss mit durchgehender Sohlbank zu Dreiergruppen, Walmdach mit altdeutscher Schieferdeckung und Dachgaupen, Einfriedungspfeiler erhalten. | 09232095 |
| Direkt Bild zu diesem Denkmal hochladen | Mietshaus in halboffener Bebauung und in Ecklage                                                                           | Bahnhofstraße 39 (Karte)                | 1903                                                                                   | Unter anderem baugeschichtliche und städtebauliche Bedeutung. Zwei Geschosse, fünf Achsen, Mittelrisalit mit Zwerchhaus, Sockel verputzt, Erdgeschoss Putz (Kammzugputz) mit horizontaler Gliederung, Bogenquaderung, Putzspiegel, Obergeschoss gelb oder Klinkerfassade mit Bändern, Kunststeingewände mit Fasung und reicher Bekrönung, Traufe mit Konsolen, Zwerchhaus, heute gerader Abschluss, vier Satteldachgaupen. Original: alle alten Fenster, Eingangstüre mit Oberlicht. Bestandteil des zusammenhängend errichteten Straßenzuges in unveränderter Originalsubstanz (in Ecklage zur Robert-Hiller-Straße, zusammen mit Nummer 41). | 09232096 |
| Direkt Bild zu diesem Denkmal hochladen | Mietshaus in halboffener Bebauung                                                                                          | Bahnhofstraße 41 (Karte)                | 1903                                                                                   | Bestandteil des zusammenhängend errichteten Straßenzuges, unter anderem baugeschichtliche Bedeutung. Zwei Geschosse, fünf Achsen, Mittelrisalit mit Zwerchhaus und vermutlich Abschluss, Sockel verputzt, Erdgeschoss Putz (Kammzugputz) mit horizontaler Gliederung, Bogenquaderung, Putzspiegel, Obergeschoss gelb oder Klinkerfassade mit Bändern, Kunststeingewände mit Fasung und reicher Bekrönung, Traufe mit Konsolen, Zwerchhaus, heute gerader Abschluss, vier Satteldachgaupen. | 09232097 |
| Direkt Bild zu diesem Denkmal hochladen | Mietshaus in halboffener Bebauung                                                                                          | Bahnhofstraße 50 (Karte)                | Um 1900                                                                                | Bestandteil des zusammenhängend errichteten Straßenzuges, unter anderem baugeschichtliche Bedeutung. Zwei Geschosse, drei Achsen, Mittelerker, Zwerchhaus, Terrassendach (Eternit), Sockel verputzt, weiße Klinkerfassade mit horizontalen Putzbändern, aufgeputzte Eckquaderung, Kunststeinfenstergewände mit steinernem Fensterkreuz, Fenster immer paarweise, im Obergeschoss reiche Giebelverdachung und Spiegel, Kastenerker auf volutenartigen Konsolen, Volutengiebel (teilweise verloren). | 09232251 |
| Direkt Bild zu diesem Denkmal hochladen | Mietshaus in halboffener Bebauung                                                                                          | Bahnhofstraße 52 (Karte)                | 1902                                                                                   | Bestandteil des zusammenhängend errichteten Straßenzuges, unter anderem baugeschichtliche Bedeutung. Zwei Geschosse, drei Achsen, Mittelerker, Zwerchhaus, Terrassendach (Eternit), Sockel verputzt, weiße Klinkerfassade mit horizontalen Putzbändern, aufgeputzte Eckquaderung, Kunststeinfenstergewände mit steinernem Fensterkreuz, Fenster immer paarweise, im Obergeschoss reiche Giebelverdachung und Spiegel, Kastenerker auf volutenartigen Konsolen, Volutengiebel (teilweise verloren). | 09232252 |
| Direkt Bild zu diesem Denkmal hochladen | Villa und Einfriedung | Bahnhofstraße 54 (Karte)                | 1901                                                                                   | Teil der Bahnhofsfolgebebauung, unter anderem baugeschichtliche Bedeutung. Zwei Geschosse, fünf Achsen, Klinkerfassade aus roten und gelben Klinkern, Kunststeinfenstergewände mit vorgeblendeten Segmentbogen im Sturz, Eckbetonung, horizontalen Bändern, Zwerchhaus mit Attika und Datierung, einzelne Dachgaupen, Walmdach mit altdeutscher Schieferdeckung. Original: Treppenaufgang mit Handlauf, Eingangstüre mit Eisengitter, Ätzglas-Oberlicht mit ornamentierten Fußbodenkacheln, Treppenhaus und Gehwegpflasterung. Bezeichnet mit „H. W. 1901“. | 09232253 |
| Direkt Bild zu diesem Denkmal hochladen | Ehemalige Stickereifabrik (Metalltuchweberei O. Seele Nachf.) mit Verwaltungsbau/Kontor, Dampfkesselanlage und Einfriedung | Bahnhofstraße 61 (Karte)                | 1895 gegründet                                                                         | Klinkergebäude, baugeschichtliche, technikhistorische und ortshistorische Bedeutung. Verwaltungsbau mit drei Geschossen auf hohem Polygonalmauerwerksockel mit Attikageschoss, rote Klinkerfassade mit gelber Pilastergliederung, mehrfachen Klinkerbändern, Zahnschnitt im Traufbereich. Längs dazu eingeschossiger Bau mit gleicher Gliederung (Kesselhaus) und Esse, davor spätere Erweiterungsbauten, Einfriedung teils gemauert, teils Staketenzaun aus Bewehrungseisen. 1895 als erste Stickereifabrik von Pausa gegründet, 1902 erweiterte W. Berkling den Komplex, ab 1917 Industriewerke Pausa, später Sächsische Metalltuchfabrik O. Seele. | 09232254 |
| Direkt Bild zu diesem Denkmal hochladen | Mietshaus in halboffener Bebauung                                                                                          | Beethovenstraße 2 (Karte)               | Bezeichnet mit 1902                                                                    | Bestandteil des einheitlich mit Klinkerfassaden errichteten Straßenzuges, unter anderem baugeschichtliche Bedeutung. Zwei Geschosse, vier Achsen, Seitenrisalit mit Zwerchhaus, Walmdach, rote Klinkerfassade mit reichem Putzzierwerk (Spiegel, Fenstergewände, Stuckreliefs), originale Eingangstüre mit Gitter und Oberlicht, darüber Fenster mit Dreieckverdachung, darüber Volutengiebel, schiefergedecktes Satteldach, Satteldachgaupe, denkmalgerecht sanierte Fenster im Erdgeschoss mit Sprossung im Oberlicht. | 09232086 |
| Direkt Bild zu diesem Denkmal hochladen | Ehemaliges Wohn- und Stickereigebäude, später Wohnhaus in geschlossener Bebauung                                           | Beethovenstraße 4 (Karte)               | 1906                                                                                   | Bestandteil des einheitlich mit Klinkerfassaden gestalteten Straßenzuges, unter anderem baugeschichtliche Bedeutung. Zwei Geschosse, vier Achsen, Seitenrisalit mit Zwerchhaus, Terrassendach, Granitsockel, rote Klinkerfassade mit Putzbändern, profilierte Fenstergewände aufgeputzt, Segmentbogen-Fensterstürze mit aufgeputztem Quadermauerwerk, im Obergeschoss gerade Fensterverdachung auf Konsolen, Stuckreliefs, Risalit mit Voluten, Zwerchhaus, Dreiecksverdachung, Eingangstüre (Füllungstür), drei Gaupen mit Halbrundgiebeln, altdeutsches Schieferdach. | 09232087 |
| Direkt Bild zu diesem Denkmal hochladen | Mietshaus in geschlossener Bebauung                                                                                        | Beethovenstraße 6 (Karte)               | Bezeichnet mit 1903                                                                    | Bestandteil des einheitlich gestalteten Straßenzuges, unter anderem baugeschichtliche Bedeutung. Zwei Geschosse, Mittelrisalit, rote Klinker, Terrassendach, Granit-Klinker-Sockel, Putzbänder, aufgeputzte Fenstergewände, Segmentbogen-Fenstersturz mit aufgeputztem Quadermauerwerk, im Obergeschoss Stuck und im Wechsel dreieckige und halbrunde Fensterverdachung auf Konsolen, Zwerchhaus mit gekuppelten Fenstern mit aufwändigem Giebelaufsatz, zwei seitliche Dachgaupen. | 09232088 |
| Direkt Bild zu diesem Denkmal hochladen | Mietshaus in halboffener Bebauung und in Ecklage                                                                           | Beethovenstraße 8 (Karte)               | Um 1902                                                                                | Bestandteil des einheitlich gestalteten Straßenzuges, unter anderem baugeschichtliche Bedeutung. Zwei bis drei Geschosse, Bau mit erhöhtem Eckbau, Terrassendach, rote Klinker, sieben mal vier Achsen, Sandstein-Eckquaderung, Bogenquaderung aus Sandstein, im Obergeschoss gerade Fensterverdachungen, zweigeschossige Loggia, Dachabschluss mit Attika und Blendbaluster, drei Gaupen, altdeutsche Schieferdeckung, original: Eingangstür mit Oberlicht, Bleiglas-Oberlicht. | 09232089 |
| Direkt Bild zu diesem Denkmal hochladen | Wohnhaus in halboffener Bebauung mit Toreinfahrt                                                                           | Bernsgrüner Straße 4 (Karte)            | 1886                                                                                   | Unter anderem baugeschichtliche Bedeutung. Zwei Geschosse, Sockel Kunststein mit Bosse und Randschlag, rote Klinkerfassade mit einfachem dunkel glasiertem Klinkerband gegliedert (Sohlbankhöhe), Fenster gleich gestaltet mit Kunststeinsohlbank, aufgeputzter Laibung und Segmentbogensturz mit Schlussstein (im Obergeschoss noch Stuckreliefs) Tordurchfahrt gleich gestaltet, Fenster erneuert, schlichter landschaftstypischer Bau. Gaupen original. | 09232052 |
| Direkt Bild zu diesem Denkmal hochladen | Zwei Fahnen des Pausaer Turnvereins                                                                                        | Birkenstraße 6a (Karte)                 | 1861; 1863                                                                             | Denkmal der Ortsgeschichte. Verein 1843 gegründet, Fahnen mit beiderseits bestickten Seiten. | 09232931 |
| Direkt Bild zu diesem Denkmal hochladen | Gasthaus Fuchsbau | Braugasse 3 (Karte)                     | Kern womöglich 18. Jahrhundert                                                         | Schlichter Putzbau, von baugeschichtlicher, besonderer ortsgeschichtlicher sowie städtebaulicher Bedeutung. Zweigeschossig, im Wand-Öffnungs-Verhältnis leicht verändert, Satteldach mit Aufschieblingen, großer Saal nimmt mehr als zwei Drittel des Erdgeschoss-Grundrisses ein, Wandstärke zirka 60 cm. Die Position des Hauses verdeutlicht den Straßenverlauf vor dem Stadtbrand im 19. Jahrhundert, es steht heute mit halber Breite in der Braugasse. | 09302399 |
| Direkt Bild zu diesem Denkmal hochladen | Mietshaus in offener Bebauung                                                                                              | Braugasse 5 (Karte)                     | Um 1905                                                                                | Baugeschichtliche Bedeutung. Zwei Geschosse, vier Achsen, Sockel Polygonalmauerwerk, rote Klinkerfassade mit Kunststeinfenstergewände, Putzbändern und ornamentaler Gliederung durch gelbe Klinker, im Erdgeschoss Blendbogen-Fensterstürze, im Obergeschoss gerade Fensterverdachung, Walmdach. Original: alle Fenster im Obergeschoss, Eingangstüren. | 09232271 |
| Direkt Bild zu diesem Denkmal hochladen | Postamt mit Einfriedung | Gartenstraße 1 (Karte)                  | 1909                                                                                   | Baugeschichtliche und ortshistorische Bedeutung. Drei Geschosse mit Souterrain, Risalit mit Zwerchhaus, zwei Gaupen, Satteldach, bossiertes Quadermauerwerk, Putzfassade, Fenster im Erdgeschoss mit Segmentbogen ab zweitem Obergeschoss profilierte Putzgewände, Putzgliederung durch Pilaster, im Risalit zwei Balkone, Giebeldreieck leer, Schieferdeckung altdeutsche Art, Dachgaupen mit Haube und Knauf, zur Gartenstraße kupferner Windfang, Einfriedung mit gemauerten Säulen und originalen Holzfeldern. Original: in weiten Teilen alte Fenster mit kleinteiliger Sprossung im Oberlicht. Architektonisch anspruchsvolle Gestaltung, guter Originalzustand. | 09232090 |
| Direkt Bild zu diesem Denkmal hochladen | Produktionsgebäude und Verwaltungsgebäude einer Fabrik                                                                     | Herzstraße 3 (Karte)                    | Um 1920 (Fabrikgebäude); 1938 (Fabrikgebäude aufgestockt); 1938 (Verwaltungsgebäude)   | Bau- und ortsgeschichtliche Bedeutung. Zwei Geschosse und Sockelgeschoss (durch Hanglage) hoch aufragendes Attikageschoss, aufgestockt 1938, Flachdach, typische Fassadengliederung mit Klinkerlisenen, Fensterpaaren, weitgehend original Fenster erhalten. 1919 durch die Firmen Mende und Undeutsch und Plauener Spitze AG umgebautes Gelände, 1931 durch Firma Schade & Co. zur Fertigung von Wäsche und Tapisseriewaren umgebaut. Später angebauter Verwaltungstrakt mit originaler Ausstattung: Stuckdecken im Obergeschoss, Türen mit Glaseinsätzen aus Erbauungszeit, auf Treppenabsatz Brunnen, darüber großes Wandbild einer Spinnerin, (Mariendarstellung), flankiert von Putti vor vergoldetem Hintergrund, typische Darstellung des „Dritten Reiches“, im Treppenhaus drei Bleiglasfenster. Darstellung Spinnerin mit Inschrift: „Des Lebens innerster Sinn ist die Arbeit“. Zweites Fenster mit Darstellung von Zwirnmaschinen und Zwirnrollen, über Haustür Oberlichtfenster mit Bleiverglasung und Inschrift: „Nichts, was groß ist auf dieser Welt, ist dem Menschen geschenkt worden. Alles muß bitter schwer erkämpft werden.“ | 09232261 |
| Weitere Bilder                          | Rathaus mit Globus | Neumarkt 1 (Karte)                      | 1892                                                                                   | Bau- und ortsgeschichtliche sowie städtebauliche Bedeutung. Bedeutung als Wahrzeichen der Stadt. Globus ursprünglich für Leipziger Messe 1934 geschaffen und im gleichen Jahr in Pausa aufgestellt (Erdachse im Sockelgeschoss). Zweigeschossiger Bau mit Mittelrisalit und giebelförmigem Abschluss. Sockel: Polygonalmauerwerk unverputzt, Fensteröffnungen mit Klinkergewände. Erdgeschoss: aufwendiges Rundbogenportal, Granitstufen, Eingangstür mit Oberlicht, aufwändiges Fenstergewände (Klinker) in allen Geschossen, Mittelrisalit mit Eckquaderung, Fensterpaaren und Mittelgiebel mit Uhr, kleinen Oberlichtern, Datierung, über dem Walmdach gläserne Erdkugel, kleine Dachgaupen. Innen: Reste von Wandmalerei freigelegt, rechts separater Raum mit Erdachsendarstellung, Bleiglasfenster. | 09232066 |
| Direkt Bild zu diesem Denkmal hochladen | Straßenlaterne | Neumarkt 1 (vor) (Karte)                | Bezeichnet mit 1903                                                                    | Rest der ersten öffentlichen elektrischen Straßenbeleuchtung der Stadt mit ortshistorischer und technikgeschichtlicher Bedeutung. Gusseiserner Lampenstiel mit kelchartigem Abschluss, Schaft kanneliert, mit reichen Profilformen, seit 1899 elektrische Straßenbeleuchtung in Betrieb genommen. | 09232067 |
| Direkt Bild zu diesem Denkmal hochladen | Wohnhaus in geschlossener Bebauung                                                                                         | Neumarkt 3 (Karte)                      | Um 1850                                                                                | Von baugeschichtlicher und städtebaulicher Bedeutung. Wohl Brauereikontext, zwei Geschosse, fünf Achsen, Mittelrisalit mit Giebel, Satteldach, Sockel verputzt, aufgeputzte Fensterfaschen, im Erdgeschoss leichter Segmentbogen-Fenstersturz und Sohlbankgesims, leeres Giebelfeld, zwei liegende Dachfenster (Dachpappe), zum Teil Sanierung mit Fenstersprossung, im Kern sicher weitgehend aus der Erbauungszeit erhaltene Originalsubstanz. | 09232069 |
| Direkt Bild zu diesem Denkmal hochladen | Wohnhaus in geschlossener Bebauung                                                                                         | Neumarkt 3a (Karte)                     | 1785                                                                                   | Obergeschoss Fachwerk, baugeschichtlich, ortsgeschichtlich und städtebaulich von Bedeutung. Seit 1785 laut Versicherungskatastrum, 1840–1920 Brauerei (zu Nummer 3 gehörend), 1923 Teilabriss. Ehemaliges Wirtschaftsgebäude als Wohnhaus umgebaut, Erdgeschoss Lehm, Obergeschoss Fachwerk, Satteldach (Pappe). Überstand mehrfach Stadtbrände. | 09232288 |
| Weitere Bilder                          | Evangelische Stadtkirche St. Michaelis sowie Kriegergedächtnisstätte (Kapelle)                                             | Obere Kirchstraße (Karte)               | Im Kern 13. Jahrhundert; 1824–1825 Wiederaufbau nach Brand; nach 1918 (Kriegerdenkmal) | Baugeschichtlich und ortsgeschichtlich von Bedeutung. - Kirche: Putzbau mit gerade geschlossenem Chor. Östlich Sakristei, quadratischer Turmunterboden mit Welscher Haube, Fassaden einheitlich klassizistisch mit Risaliten und Dreiecksgiebeln, Walmdach (Schieferdeckung). Innen: längsovaler Saal, zweigeschossige Emporen, Ausstattung 19. Jahrhundert, Buntglasfenster 1918. Orgel: Christian Gottlob Steinmüller, von Eule stimmlich verändert. Im Kern wohl mittelalterlich (13. Jahrhundert durch Bischof Dietrich von Naumburg gegründet), 1824/25 nach Brand wiederaufgebaut, 1860 und 1913 Restaurierungen. - Kriegergedächtnisstätte: Kapelle mit geradem Abschluss und Putzwänden, mit realistischen Mosaiken aus goldenen und mehrfarbigen Steinen (Trauernde, Tote) und Symbole (Schwert, Kreuz), farbiges Bleiglasfenster mit Christi Auferstehung, zusätzliche Verwendung von Neonröhren. | 09232072 |
| Weitere Bilder                          | Ehemaliges Rathaus, später Amtsgericht                                                                                     | Obere Kirchstraße 1 (Karte)             | Bezeichnet mit 1822                                                                    | Bau- und ortshistorische sowie städtebaulicher Bedeutung. Zwei Geschosse, neun Achsen, Mittelrisalit mit Giebel und Okulus, Walmdach, Dachreiter, Putzfassade ohne horizontale Gliederung, Putzfaschen im Mittelrisalit, Glattputz, Gesimse und Giebelaufbau im Dach, Portal mit Granitgewände und Schlussstein im Bogensturz, altdeutsche Schieferdeckung, mittig oktogonaler Dachreiter mit Glockengeschoss und Laterne auf quadratischem Unterbau, bis 1852 Rathaus, danach Amtsgericht und Polizeirevier, heute Wohnhaus. | 09232071 |
| Direkt Bild zu diesem Denkmal hochladen | Ehemaliges Hotel Thüringer Hof, später Wohnhaus in geschlossener Bebauung                                                  | Obere Kirchstraße 8 (Karte)             | Bezeichnet mit 1898                                                                    | Baugeschichtliche und städtebauliche Bedeutung. Zwei Geschosse, sechs Achsen, Mittelgiebel, Satteldach, Sockel verputzt (Bruchsteinmauerwerk), rote Klinkerfassade mit gliedernden Putzbändern, aufgeputzte Tür- und Fenstergewände mit reicher Profilierung und im Erdgeschoss Segmentbogensturz und mit darüberliegender Rahmung aus radial gestellten Klinkern und Putz im Wechsel (Diamantschnitt), Sohlbänke auf Konsolen, im Obergeschoss reiche Fensterrahmungen mit giebelförmiger Verdachung im Wechsel zu gerader, zusätzlich lagenweiser Wechsel von roten und gelben Klinkern, Giebel mit geradem Abschluss und Bezeichnung, kleine Gaupen. | 09232070 |
| Direkt Bild zu diesem Denkmal hochladen | Pfarrhof (ehemaliger Gasthof) mit Pfarrhaus, Diakonat und Kantorat, darin Kirchenarchiv                                    | Obere Kirchstraße 24a, 24b, 24c (Karte) | 1826, Kern um 1700                                                                     | Bau- und ortshistorische Bedeutung. - Kantorat: ehemaliger Wirtschaftsteil des Gasthofes, zwei Geschosse, im Obergeschoss Fachwerk, giebelseitig fachwerksichtig, in Giebelseite gerades Granittürgewände auf Sockel mit Schlussstein, Krüppelwalmdach (altdeutscher Schieferdeckung) - Diakonat: ehemaliges Stallgebäude des Gasthofes, zwei Geschosse, Putzfassade, Erdgeschoss massiv mit Eingangstür mit Granitgewände auf Sockel und Schlussstein, Obergeschoss Fachwerk (verputzt), Satteldach mit altdeutscher Schieferdeckung, ehemaliger gewölbter Keller, ehemalige Stallungen des abgebrannten Gasthofes - Pfarrhaus: bis zum Brand 1822 (23?) Gasthof, später in Pfarrhof mit Diakonat und Kantorat umgebaut, zwei Geschosse, Putzfassade, drei Satteldachgaupen, ehemaliger Bierkeller, gewölbt, beide Flügel mit sehr starken Erdgeschoss-Wänden (bis zu einem Meter) | 09232265 |
| Direkt Bild zu diesem Denkmal hochladen | Reste der Stadtmauer von Pausa                                                                                             | Oberer Graben (Karte)                   | 1830                                                                                   | Ortshistorische und bildprägende Bedeutung. Seit 1571 urkundlich erwähnt, seit 1393 als Stadt bezeichnet, Stadtmauer 1830 um einige Meter zum Oberen Graben hin versetzt. Unverputztes Bruchsteinmauerwerk mit Plattenabdeckung. | 09232266 |
| Direkt Bild zu diesem Denkmal hochladen | Friedhof Pausa (Sachgesamtheit)                                                                                            | Oberer Graben (Karte)                   | 19. Jahrhundert (Grabmale); 1896 (Friedhofskapelle)                                    | Sachgesamtheit Friedhof Pausa, mit den Einzeldenkmalen: Kapelle und Grabmale sowie Einfriedung (siehe Einzeldenkmal 09232262) und dem Sachgesamtheitsteil: Friedhofsanlage und Nebengebäude; ortsgeschichtlich von Bedeutung. | 09301583 |
| Direkt Bild zu diesem Denkmal hochladen | Kapelle und Grabmale sowie Einfriedung (Einzeldenkmale zu ID-Nr. 09301583)                                                 | Oberer Graben (Karte)                   | 19. Jahrhundert (Grabmal); 1896 (Friedhofskapelle)                                     | Einzeldenkmale auf dem Friedhof Pausa; neogotische Friedhofskapelle von baugeschichtlichem Wert, Anlage von stadtgeschichtlichem Wert. - Erbbegräbnis Kögler, um 1900 - Grabmal Familie Kramer, 1912, Sandstein, Säulen, Reliefs - Grabmal Wilhelmine …, 1901, Sandstein, Christusfigur, Giebel - Grabmal …, jetzt Familie Kanz, ohne Jahr, Sandstein - Grabmal …, jetzt Familie Schmidt/Dietzsch, ohne Jahr, Sandstein, Volutenabschluss - Grabmal Familie Strauss, ohne Jahr, Sandstein, Säulen - Grabmal Familie Gemmecke, 1911, Sandstein - Grabmal Familie Flach, 1907, Sandstein, Rundbogen - Grabmal Familie Hadlich, 1915, Sandstein, Christusfigur - Grabmal …, Sandstein, Barockornament - Grabmal … Klemm, 1870, Sandstein, Obelisk - Friedhofskapelle mit neogotischer Ausstattung, 1896, 1925 Emporeneinbau - Grabmal Friedrich Wilhelm Schanz, 1802 | 09232262 |
|                                         | Ehemalige Kurpromenade | Paul-Scharf-Straße (Karte)              | Um 1900                                                                                | Ortshistorisch bedeutsam | 09232491 |
| Direkt Bild zu diesem Denkmal hochladen | Elektrizitätswerk | Paul-Scharf-Straße 43 (Karte)           | 1890er Jahre                                                                           | Typische Ziegelarchitektur, bau- orts- und technikgeschichtliche Bedeutung einer der ersten Bauten dieser Gattung im Vogtland | 09302222 |
| Direkt Bild zu diesem Denkmal hochladen | Ehemalige Textilfabrik | Paul-Scharf-Straße 46d (Karte)          | Um 1900                                                                                | Bau- und ortsgeschichtliche Bedeutung. Drei Geschosse, elf Achsen, Toreinfahrt, Satteldach, Sockel verputzt, rote Klinkerfassade mit gelben Zierbändern, Fenster mit Segmentbogenschluss (gelbe Klinker), alle alten Fenster erhalten, im Erdgeschoss Toreinfahrt erneuert. Innen: preußische Kappen auf gusseisernen Säulen. | 09232063 |
| Direkt Bild zu diesem Denkmal hochladen | Ehemalige Fabrikantenvilla und Remise (Günthersche Villa)                                                                  | Paul-Scharf-Straße 78 (Karte)           | Um 1910                                                                                | Bau- und ortsgeschichtliche Bedeutung. Industriegeschichte, Tüllfabrik Günther, winkelförmige Anlage mit zwei Geschossen, Giebel an der Vorderseite, Sockel (verputzt), teilweise Quadermauerwerk mit Bosse (Treppenaufgang, Standerker), Erdgeschoss mit verbrettertem Windfang und zwei polygonalen Eckerkern, teilweise originale Fenster und Fensterläden, darüber Giebel verschiefert und verbrettert (Satteldach), rückseitig mittlerer Erker im Obergeschoss, Erker über zwei Geschosse, rechts daneben noch ein weiterer Balkon, teilweise Mansarddach, im linken Flügel als drittes Geschoss, große rundbogige Fenster auf der Giebelseite (Walmdach), Schleppgaupe. | 09232064 |
| Direkt Bild zu diesem Denkmal hochladen | Mietshaus in halboffener Bebauung                                                                                          | Plauensche Straße 25 (Karte)            | Um 1902                                                                                | Bestandteil einer homogenen Straßenbebauung, bau- und ortsentwicklungsgeschichtliche Bedeutung. Zwei Geschosse, hoher Sockel mit ausgebautem Kellergeschoss, unverputztes Quadermauerwerk mit Bosse und Randschlag (Kunststein), rote Klinkerfassade, profilierte Putzgewände, Putzbänder. Im Obergeschoss reiche Fensterrahmung: Putzspiegel, Sohlbank auf Konsolen, konsolengetragene Verdachung (gerade und als Giebel). Winterfenster erhalten, sonst Fenster erneuert. | 09232047 |
| Direkt Bild zu diesem Denkmal hochladen | Mietshaus in halboffener Bebauung und Einfriedung                                                                          | Plauensche Straße 40 (Karte)            | Um 1902                                                                                | Bestandteil einer homogenen Straßenbebauung, bau- und ortsentwicklungsgeschichtliche Bedeutung. Zwei Geschosse, vier Achsen, Mittelrisalit, Sockel Polygonalmauerwerk (unverputzt), mit Eckquaderung, Kellerfenster mit Granitgewände, rote Klinkerfassade mit Putzbändern, aufgeputzte Fensterlaibungen, Putzspiegel, Fensterverdachungen seitlich gerade, im Mittelrisalit/Erdgeschoss bogenförmig, im Obergeschoss giebelförmig, Zwerchhaus mit reich gestaltetem Fenstergewände, vier Schleppgaupen, schmiedeeiserne Einfriedung und reich gestaltete originale Eingangstür mit aufwändiger Bekrönung. | 09232044 |
| Direkt Bild zu diesem Denkmal hochladen | Mietshaus in halboffener Bebauung sowie Fahne und Fahnenstange des Pausaer Gesangsvereins, älteste deutsche Sängerfahne    | Plauensche Straße 42 (Karte)            | Bezeichnet mit 1902 (Mietshaus); 1832 (Fahne)                                          | Bestandteil einer homogenen Straßenbebauung, bau- und ortsentwicklungsgeschichtliche Bedeutung. - Mietshaus: zwei Geschosse, vier Achsen, Mittelrisalit, Sockel Polygonalmauerwerk (unverputzt), mit Eckquaderung, Kellerfenster mit Granitgewände, rote Klinkerfassade mit Putzbändern, aufgeputzte Fensterlaibungen, Putzspiegel, Fensterverdachungen seitlich gerade, im Mittelrisalit/Erdgeschoss bogenförmig, im Obergeschoss giebelförmig, Zwerchhaus mit reich gestaltetem Fenstergewände, vier Schleppgaupen, teilweise alte Fenster erhalten - Fahne: bestickt, hölzerne Stange, versilberte Stocknägel | 09232043 |
| Direkt Bild zu diesem Denkmal hochladen | Mietshaus in halboffener Bebauung                                                                                          | Plauensche Straße 44 (Karte)            | Um 1902                                                                                | Bestandteil einer homogenen Straßenbebauung, bau- und ortsentwicklungsgeschichtliche Bedeutung. Zwei Geschosse, Walmdach, drei Achsen, Sockel Polygonalmauerwerk (unverputzt), Kellerfenstergewände aus Granit, Erdgeschoss Putzfassade mit Putznutung, Putzspiegeln und diamantschnittartigem Schlussstein, Obergeschoss rote Klinker mit Putzband, gerade und giebelförmige Fensterverdachung, vier originale Dachgaupen mit weitem Satteldachüberstand, Schieferdeckung. | 09232041 |
| Direkt Bild zu diesem Denkmal hochladen | Mietshaus in halboffener Bebauung                                                                                          | Plauensche Straße 46 (Karte)            | Um 1902                                                                                | Putz-Klinker-Fassade, Bestandteil einer homogenen Straßenbebauung, ortshistorische Bedeutung. Zwei Geschosse, Walmdach, fünf Achsen, Seitenrisalit, Sockel Polygonalmauerwerk (unverputzt), Kellerfenstergewände aus Granit, Erdgeschoss Putzfassade mit Putznutung, Putzspiegeln und diamantschnittartigem Schlussstein, Obergeschoss rote Klinker mit Putzband, gerade und giebelförmige Fensterverdachung, Walmdach mit Dachpappe. | 09232042 |
| Direkt Bild zu diesem Denkmal hochladen | Dreizehn Stadtscheunen | Scheunenstraße (Karte)                  | 2. Hälfte 19. Jahrhundert                                                              | In zwei Zeilen angeordnete massive Scheunen, vor allem ortsentwicklungsgeschichtliche Bedeutung. - Nummer 1 und 2: verputzt und zwei Geschosse, überdachte Toreinfahrt mit Schlussstein, seitlich Leutetore, Obergeschoss mit Luken und Belüftungsöffnungen, Satteldach mit Schieferdeckung - Nummer 3 und 5: grundsätzlich gleich - Nummer 5: stärker verändert In der Regel eingeschossige massive und verputzte Bauten mit Drempel- und Satteldach, giebelständig aneinander gebaut, ursprünglich rundbogiges Holztor sowie rundbogige zweiflügelige Pforte. Ein Teil der Scheunen baulich verändert, unter anderem Tore oder Dächer durch Pultdächer (Notdächer) ersetzt. Einige Scheunen sind saniert, einige teilsaniert, einige unsaniert. | 09232492 |
| Direkt Bild zu diesem Denkmal hochladen | Mietshaus in halboffener Bebauung                                                                                          | Schillerstraße 3 (Karte)                | Um 1902                                                                                | Typische Bahnhofsvorstadtbebauung mit qualitätvoller Baumeisterarchitektur, unter anderem baugeschichtliche Bedeutung. Zwei Geschosse, vier Achsen, Mittelrisalit mit Zwerchhaus,„französisches Dach“, Kunststeinsockelquaderung, rote Klinkerfassade mit einfacher Putzgliederung, gerade Fensterverdachungen, im Risalit Dreiecks-Rundbogenverdachung über gekuppelten Fenstern, markanter Giebel, Satteldachgaupen, Eingangstür erhalten. | 09232255 |
| Direkt Bild zu diesem Denkmal hochladen | Mietshaus in halboffener Bebauung                                                                                          | Schillerstraße 4 (Karte)                | Um 1902                                                                                | Typische Bahnhofsvorstadtbebauung mit qualitätvoller Baumeisterarchitektur, unter anderem baugeschichtliche Bedeutung. Zwei Geschosse, Sockelgeschoss, Mittelrisalit mit Zwerchhaus, „französisches Dach“, Sockel Polygonalmauerwerk, gelbe Klinkerfassade mit Putzgliederung. | 09232258 |
| Direkt Bild zu diesem Denkmal hochladen | Mietshaus in halboffener Bebauung                                                                                          | Schillerstraße 5 (Karte)                | Um 1920                                                                                | Typische Bahnhofsvorstadtbebauung mit qualitätvoller Baumeisterarchitektur, unter anderem baugeschichtliche Bedeutung. Zwei Geschosse, vier Achsen, Mittelrisalit mit Zwerchhaus, „französisches Dach“, Kunststeinsockelquaderung, rote Klinkerfassade mit einfacher Putzgliederung, gerade Fensterverdachungen, im Risalit Dreiecks-Rundbogenverdachung über gekuppelten Fenstern, markanter Giebel, Satteldachgaupen, Eingangstür erhalten. | 09232256 |
| Direkt Bild zu diesem Denkmal hochladen | Mietshaus in halboffener Bebauung                                                                                          | Schillerstraße 6 (Karte)                | Um 1902                                                                                | Typische Bahnhofsvorstadtbebauung mit qualitätvoller Baumeisterarchitektur, unter anderem baugeschichtliche Bedeutung. Zwei Geschosse, Sockelgeschoss, Mittelrisalit mit Zwerchhaus, „französisches Dach“, Sockel Putzfassade, Kellerfenstergitter, gelbe Klinkerfassade mit Putzrahmung der Fenster, gerade Fensterverdachungen, Satteldachgaupen. | 09232257 |
| Direkt Bild zu diesem Denkmal hochladen | Wohnhaus in offener Bebauung                                                                                               | Schillerstraße 8 (Karte)                | Um 1905                                                                                | Jugendstil-Fassadengestaltung, im Hof ehemaliges Stickereigebäude, baugeschichtliche und ortshistorische Bedeutung. Vorderhaus: zwei Geschosse, Putzfassade, Kunststeinfenstergewände und Fensterstöcke, teilweise Fassadenputzrelief, übrige Gliederung verloren, Zeltdach, baulich leicht verändert, städtebaulicher und baugeschichtlicher Wert. | 09232259 |
| Direkt Bild zu diesem Denkmal hochladen | Wohnhaus in geschlossener Bebauung                                                                                         | Untere Kirchstraße 1 (Karte)            | Kern 18. Jahrhundert                                                                   | Zum Teil Fachwerk, dominante Kubatur, Bestandteil der Ortskernbebauung, baugeschichtliche und städtebauliche Bedeutung. Zwei Geschosse, vier Achsen, Mansarddach, Fassade ohne Gliederung, Erdgeschoss entstellende Schaufenstereinbrüche, Fenster im Obergeschoss um 1900, unverändertes Dach mit altdeutscher Schieferdeckung, vier historische Gaupen mit originalen Fenstern, im Giebel Fachwerk sichtbar. | 09232076 |
| Direkt Bild zu diesem Denkmal hochladen | Wohnhaus in fast geschlossener Bebauung                                                                                    | Untere Kirchstraße 23 (Karte)           | 1. Hälfte 19. Jahrhundert, Kern wohl älter                                             | Zum Teil Fachwerk, baugeschichtliche und städtebauliche Relevanz. Zwei Geschosse, drei Achsen, Satteldach (aufgestockt), Sockel verdeckt, Erdgeschoss massiv verputzt, darüber Fachwerk-Obergeschoss, aufgestocktes zweites Obergeschoss auch aus Fachwerk, Dachfläche ungestört. Ausfachung: Lehm. Historisch erhalten: Eingangstür mit Oberlicht, alle Fenster vorder- und rückseitig. Das Gebäude formt mit weiteren Häusern ein Ensemble, das den Platz unterhalb der Kirche mit prägt. | 09232073 |
| Direkt Bild zu diesem Denkmal hochladen | Wohnhaus in halboffener Bebauung und Nebengebäude im Hof                                                                   | Untere Kirchstraße 27 (Karte)           | Kern wohl 18. Jahrhundert                                                              | Baugeschichtliche und städtebauliche Bedeutung. Drei Geschosse, drei Achsen, Satteldach, zum Teil vereinfachte Fassade ohne Gliederung mit gleichmäßiger Fensteraufteilung, Dach verändert, da ein Geschoss aufgestockt (?). Bildet mit weiteren Gebäuden ein Ensemble, das den Platz unterhalb der Kirche mit prägt. | 09232074 |
| Direkt Bild zu diesem Denkmal hochladen | Wohnhaus in offener Bebauung                                                                                               | Vorstadt 1 (Karte)                      | Um 1830, Kern womöglich älter                                                          | Obergeschoss Fachwerk verputzt, baugeschichtliche und besondere ortsentwicklungsgeschichtliche Bedeutung. Im Oberstock Fachwerk komplett erhalten, gutes Wand-Öffnungs-Verhältnis, steiles Satteldach, Dachstuhl 50 % original, Originalsubstanz insgesamt bei zirka 70 %. Handwerker- oder Häuslerhaus. Das Gebäude markiert zusammen mit Vorstadt 3 als letztes die Position der ehemaligen Vorstadt, einer Struktur, die bei den meisten ehemals befestigten Kleinstädten Sachsens bereits vollständig verloren ist. | 09302400 |
| Direkt Bild zu diesem Denkmal hochladen | Ehemalige Schmiede | Vorstadt 3 (Karte)                      | Im Kern 2. Hälfte 19. Jahrhundert                                                      | Schlichter Putzbau, ortsentwicklungsgeschichtliche Bedeutung. Zweigeschossiger einfacher Massivbau, Dach erneuert 1903, Drempel 1934. Das Gebäude markiert zusammen mit Vorstadt 1 als letztes die Position der ehemaligen Vorstadt, einer Struktur, die bei den meisten ehemals befestigten Kleinstädten Sachsen bereits vollständig verloren ist. | 09302401 |

## Ebersgrün
| Bild                                    | Bezeichnung                                                                        | Lage                                  | Datierung        | Beschreibung | ID       |
| --------------------------------------- | ---------------------------------------------------------------------------------- | ------------------------------------- | ---------------- | --- | -------- |
| Direkt Bild zu diesem Denkmal hochladen | Wohnhaus in offener Bebauung                                                       | Pastor-Blume-Straße 42 (Karte)        | Um 1905          | Klinkerfassade, baugeschichtliche Bedeutung. Eingeschossig mit hohem Sockel, Drempelgeschoss, Zwerchhaus, hoher Ziegelsockel, teilweise unterkellertes Erdgeschoss, nur Sohlbänke und Segmentbogen als Fensterrahmung, dazwischen gelbe Klinkerbänder, Mittelrisalit, über betontem Klinkerband Drempel mit Fenstern, Satteldach mit zwei Satteldachgaupen neben dem Zwerchhaus, Schieferdeckung. | 09232040 |
| Direkt Bild zu diesem Denkmal hochladen | Wohnstallhaus und drei Seitengebäude eines Vierseithofes                           | Pastor-Blume-Straße 72 (Karte)        | 1912, Kern älter | Einziger geschlossen erhaltener Vierseithof des Ortes, unter anderem Seitengebäude mit Laubengang, bau- und ortsentwicklungsgeschichtliche Bedeutung. - Wohnstallhaus: zwei Geschosse, Erdgeschoss massiv, teilweise stark veränderte Fensterordnung, Holzbalkendecke mit Unterzug, Obergeschoss Fachwerk ausgemauert, teilweise Lehmausfachung, Giebel verschiefert, Satteldach, Fensterneubau mit Sprossung - Stall mit Hoftor: Erdgeschoss massiv, Obergeschoss hofseitig Laubengang vor Fachwerkwand mit Lehmausfachung und ehemalige Lastaufzugsluke zur Straße - Scheunen: teils massiv und verbrettert | 09232039 |
|                                         | Toranlage (Torbogen und Pforte) sowie Einfriedung eines Bauernhofes                | Pastor-Blume-Straße 96 (Karte)        | 19. Jahrhundert  | | 09232035 |
|                                         | Kirche (mit Ausstattung) sowie Kirchhof mit Einfriedung, Grabmalen und Giebelkreuz | Pastor-Blume-Straße 100 (Karte)       | 12. Jahrhundert  | Barock umgestaltete Saalkirche, baugeschichtlich, ortsgeschichtlich und ortsbildprägend von Bedeutung. - Saalkirche: barock umgestaltet, 1871 Restaurierung, verputzter Bruchsteinbau mit geradem Chor, Walmdach, auf der Nordseite quadratischer Turm, oktogonaler Aufsatz, Welsche Haube mit Laterne, innen Emporen, Schnitzaltar zweite Hälfte 15. Jahrhundert - Einfriedung: unverputzte Bruchsteinmauer mit Schieferabdeckung - Giebelkreuz: 15. Jahrhundert (?), ursprünglich Westgiebel der Kirche in die Mauer der Einfriedung eingelassen                                                            | 09232036 |
| Direkt Bild zu diesem Denkmal hochladen | Kriegerdenkmal für die Gefallenen des Ersten Weltkrieges                           | Pastor-Blume-Straße 104 (bei) (Karte) | 1922             | Ortsgeschichtlich von Bedeutung. „Die Gemeinde Ebersgrün in Dankbarkeit ihren 1914–1918 gefallenen Helden zu Ehre und Gedächtnis“, zirka drei Meter hoher Grünsteinmonolith mit Namen, davor kleinerer Naturstein mit Relief. | 09232037 |

## Kornbach
| Bild                                    | Bezeichnung                                              | Lage                   | Datierung | Beschreibung | ID       |
| --------------------------------------- | -------------------------------------------------------- | ---------------------- | --------- | --- | -------- |
| Direkt Bild zu diesem Denkmal hochladen | Kriegerdenkmal für die Gefallenen des Ersten Weltkrieges | Hauptstraße (Karte)    | 1921      | Findling, ortsgeschichtlich von Bedeutung. Naturstein mit Inschrift: „Ihren Helden/ Gemeinde Kornbach/ Sie gaben alles/ – Leben und Blut –/ Sie gaben es hin/ Mit heiligem Mut/ Für Euch“. | 09232015 |
| Direkt Bild zu diesem Denkmal hochladen | Villa mit Einfriedung und Garten                         | Hauptstraße 10 (Karte) | Um 1910   | Baugeschichtliche Bedeutung. Eingeschossig, Sockel unverputztes Quadermauerwerk mit Bosse, Mansarddach, Seitenrisalit mit hohem geschwungenem Giebel, dreiseitiger Standerker (Quadermauerwerk, bossiert) mit überdachtem Balkon, rechts markanter Rundturm, zwei Geschosse mit kupfergedecktem Helm, Aufsatz und Wetterfahne, Garten mit altem Baumbestand, Einfriedung (Diabas). | 09232014 |

## Langenbach
| Bild                                    | Bezeichnung | Lage                                                | Datierung | Beschreibung | ID       |
| --------------------------------------- | --- | --------------------------------------------------- | --- | --- | -------- |
| Weitere Bilder                          | Dorfkirche und Kirchhof Langenbach (Sachgesamtheit)                                                                           | Vogtlandstraße (Karte)                              | Mitte 15. Jahrhundert                                                                                             | Sachgesamtheit Dorfkirche und Kirchhof Langenbach, mit den Einzeldenkmalen: Kirche, unbekanntes Grabmal, Steinskulptur eines trauernden Kriegers, drei Glocken und Kriegerdenkmal (siehe auch Einzeldenkmal 09232279 unter gleicher Anschrift) sowie verputzte Bruchsteinmauer und Einfriedung; einfache Chorturmkirche, baugeschichtlich, ortsgeschichtlich und ortsbildprägend von Bedeutung. | 09300758 |
| Direkt Bild zu diesem Denkmal hochladen | Kirche, Steinskulptur eines trauernden Kriegers, drei Glocken (Einzeldenkmale zu ID-Nr. 09300758)                             | Vogtlandstraße (Karte)                              | Mitte 15. Jahrhundert (Kirche); um 1918 (Skulptur); 1921 (Ersatz der eingeschmolzenen Glocken durch Stahlglocken) | Einfache Chorturmkirche, baugeschichtlich, ortsgeschichtlich und ortsbildprägend von Bedeutung. - Kirche: wehrhafte Chorturmkirche mit Schieferdeckung (wohl Mitte 15. Jahrhundert) mit Apsis, kleine, unregelmäßig über Fassade verteilte Rundbogenfenster und Sehschlitze, einfaches Eingangsportal an Südseite, Ausstattung, flach gedeckt, zweigeschossige Emporen mit zum Teil erhaltenen Brüstungsfeldern, dreiflügliger Altar auf Säule, bezeichnet mit 1601, kleines Holzkruzifix 17. Jahrhundert; Orgel: Julius Jahn, 1889 - Unbekanntes Grabmal: Postament mit eingelassener Inschriftentafel, darüber Putto an herzförmigem Stein mit Blumenranke, sepulkralhistorisch und kulturhistorisch bedeutend, Natursteinpostament mit eingelassener Schieferplatte mit Inschrift: „Ach wie so früh entschliefest du/Gott schenk uns Trost, die sanfte Ruh/Leicht sei Dir die Erde“/Name auf dem Herz: „Christa“ - Steinskulptur eines trauernden Kriegers: in den Friedhof verlagert, ortshistorisch bedeutsam, zu DDR-Zeiten vom Kriegerdenkmal in den Friedhof verlagert (sollte zerschlagen werden) - Drei Glocken: mit Inschriften und Teilen des Schlagwerkes (ausgelagert), auf dem Friedhof | 09232279 |
| Weitere Bilder                          | Sachgesamtheit Königlich-Sächsische Triangulierung („Europäische Gradmessung im Königreich Sachsen“); Station 156, Langenbach | Vogtlandstraße (nördlich davon am Waldrand) (Karte) | Bezeichnet mit 1876                                                                                               | Station der Königlich-Sächsischen Triangulation, Netz 2. Ordnung, wissenschaftsgeschichtlich und technikgeschichtlich von Bedeutung. Die Säule der Station Langenbach besteht aus Rochlitzer Porphyr und ist rund gearbeitet mit einem quadratischen Sockel, wie beispielsweise in Sahlis. Die Säule besteht aus einem Stück. Auf der Ostseite ist die Säule am Kopfende stark ausgebrochen (zirka 25 %). Die Säule ist in zirka 0,8 m Höhe fast horizontal durchgebrochen und leicht verrutscht. An der Bruchkante ist an der Nordwestseite ein großes Stück ausgebrochen. Auf der Nordwestseite Putzfleck (Denkmalschutz), in dem früher Höhenbolzen eingebracht gewesen sein könnte. Die Abdeckung der Säule fehlt. Starke Verwitterungserscheinungen auf der Südostseite der Säule. Die Inschrift „Station / Langenbach / der / Königl: Sächs: / Triangulirung / 1876.“ auf der südlichen Seite ist durch diese Verwitterung beeinträchtigt und nur noch auf der westlichen Seite gut lesbar. | 09232001 |

## Linda
| Bild                                    | Bezeichnung                                                             | Lage                     | Datierung                             | Beschreibung | ID       |
| --------------------------------------- | ----------------------------------------------------------------------- | ------------------------ | ------------------------------------- | --- | -------- |
| Direkt Bild zu diesem Denkmal hochladen | Garten einer ehemaligen Kuranlage, darin ehemaliges Kindergartengebäude | Bad Linda 14 (Karte)     | Um 1900 (Kurpark); um 1920 (Wohnhaus) | Entstanden im Zusammenhang mit (nicht mehr vorhandenem) Kurbad, baugeschichtliche, ortsgeschichtliche und gartenkünstlerische Bedeutung                                                                                      | 09232024 |
|                                         | Kriegerdenkmal für die Gefallenen des Ersten Weltkrieges                | (Flurstück 27/5) (Karte) | Nach 1918                             | Ortsgeschichtlich von Bedeutung. Granit, zweistufiges Postament mit quadratischem Grundriss, Säulen auf den vier Ecken tragen mehrfach vor- und zurückspringenden Aufbau von Kugel bekrönt.                                  | 09232025 |
| Direkt Bild zu diesem Denkmal hochladen | Wohnstallhaus eines Bauernhofes                                         | Linda 3 (Karte)          | Mitte 18. Jahrhundert                 | Zum Teil Fachwerk, baugeschichtliche Bedeutung. Zwei Geschosse, Satteldach, Erdgeschoss (Bruchstein-Ziegel-Mauerwerk, verputzt), Fensteröffnungen beibehalten, Fachwerk im Giebel erhalten, Giebel verschiefert, Satteldach. | 09232027 |

## Mühltroff
| Bild                                    | Bezeichnung | Lage                              | Datierung | Beschreibung | ID       |
| --------------------------------------- | --- | --------------------------------- | --- | --- | -------- |
| Direkt Bild zu diesem Denkmal hochladen | Denkmalschutzgebiet Stadtkern Mühltroff (Vorschlag) | (Stadtkern) (Karte)               | | Denkmalschutzgebiet Stadtkern Mühltroff (Vorschlag) | 09246082 |
| Direkt Bild zu diesem Denkmal hochladen | Ehemalige Mühle, heute Wohnhaus (Herrenmühle, Stadtmühle Mühltroff) | Amtsstraße 4 (Karte)              | 18. Jahrhundert | Spätbarocker Putzbau von bau- und ortsgeschichtlicher Bedeutung. Zweigeschossig, Erdgeschoss massiv, verputzt, Obergeschoss Fachwerk verputzt, Erdgeschoss Bruchstein und Ziegelmauerwerk, das Fachwerk regelmäßig ohne Streben, Mansardwalmdach mit Schieferdeckung, Gauben mit Satteldach, im Erdgeschoss alter Türstock erhalten, Mühle gehörte ursprünglich zu Schloss. | 09247013 |
| Weitere Bilder                          | Schloss und daran angebautes Herrenhaus des Rittergutes sowie Torhaus zur Kirche | August-Bebel-Platz 1 (Karte)      | 1349 (als Wasserburg erstmals erwähnt), später erweitert; bezeichnet mit 1790 (Herrenhaus)                           | Unregelmäßiger Gebäudekomplex von stadtgeschichtlicher und städtebaulicher Bedeutung. 1349 erstmals als Wasserburg erwähnt, im 16. und 17. Jahrhundert umgebaut und erweitert, letztmaliger Umbau 1857. Kern und ältester Teil der Anlage bildet mittelalterlicher runder Bergfried aus Bruchstein und Ziegelstein, Kegeldach von 1857. Um Turm verschiedene Gebäudetrakte, verschiedene Baumaterialien. Im 16. Jahrhundert wurde östlich liegendes sogenanntes Alte Fürstenhaus gebaut: wuchtiger, ursprünglich fünfgeschossiger Bau mit Krüppelwalmdach, oberes Geschoss nach Schloßbrand von 1817 abgetragen. In zweiter Hälfte 17. Jahrhundert südöstlich dreigeschossiger Trakt erbaut mit hohem Sockelgeschoss, Arkadengang und Satteldach, an Nordseite Risalit mit Eingang, dieser durch Pilaster betont, im Frontispiz Wappen des Grafen Otto Carl Erdmann von Kospoth (1791–1817). Vorhof aus zweite Hälfte 17. Jahrhundert, Nordflügel 17. und 18. Jahrhundert, Schloss teilsaniert. | 09247020 |
| Direkt Bild zu diesem Denkmal hochladen | Rest einer ehemaligen Reithalle | August-Bebel-Platz 5 (Karte)      | Vor 1800 | Letzter Bestandteil des ehemaligen Wirtschaftshofes des Rittergutes Mühltroff, ortsgeschichtlich von Bedeutung. Letztes Wirtschaftsgebäude des Wirtschaftshofes des Schlosses, mehrere Bauphasen unter anderem auch Anfang 19. Jahrhundert, Dachstuhl wahrscheinlich mehrfach verändert, erhalten noch eine Hängesäule, Kehlbalkendach mit doppelt stehendem Stuhl, dort Holzverbindung schon gezapft, Satteldach, eingeschossiger Bruchsteinbau, Haus verkürzt, in unmittelbarer Nachbarschaft der Kirche, doppelte Biberschwanzdeckung, bildete Abschluss des Wirtschaftshofes, im Erdgeschoss keine Reste der Reithalle erkennbar, im Dachgeschoss alter Aufzug, Holzkonstruktion, Denkmalwert liegt im stadtgeschichtlichen Wert. | 09246674 |
| Direkt Bild zu diesem Denkmal hochladen | Ehemaliges Pfarrhaus, heute Wohnhaus mit Einfriedung | August-Bebel-Platz 14 (Karte)     | Um 1905 | Geschmückter Putzbau mit Holzveranda, bau- und ortsgeschichtliche Bedeutung. Zweigeschossig, florale Putzstuckornamentik, Krüppelwalmdach, Zwerchhaus mit Schwebegiebel, verziert, Hausmitte risalitartig vorspringend mit Veranda, im ersten Obergeschoss als Holzveranda ausgebildet, Fenster erneuert, am Gebäude Putzstuckinschrift „Mit Gott“, auch Giebelseiten aufwendig gestaltet mit Schwebegiebel und verziertem Leergespärre, Zwerchhaus wird von zwei Gauben flankiert, diese mit Drillingsfenstern, abschließend durch Pult- und Satteldach, Haus stilistisch dem Jugendstil und Schweizerstil verbunden, städtebaulich wichtig aufgrund Lage gegenüber Schloss. | 09247014 |
| Direkt Bild zu diesem Denkmal hochladen | Wohnhaus | Bachgasse 1 (Karte)               | Um 1800 | Ländliches Wohnhaus in Fachwerk, baugeschichtliche Bedeutung. Zweigeschossig, fünf Achsen, Putzbau, Graupelputz mit Putzband als Gurtgesims und Putzfaschen an Hausecken, Fachwerk im Obergeschoss und Dachgeschoss erhalten, Satteldach, traufseitig aufgeschlossen, Türen und Fenster erneuert, Baubestand weitgehend original, städtebaulich wichtig aufgrund Anordnung im Straßenbild, alte Straßenführung markierend, ursprüngliche Bauweise dokumentierend, daher Denkmalwert: stadtgeschichtliche, städtebauliche Bedeutung, Erdgeschoss Ziegelmauerwerk. | 09246679 |
| Direkt Bild zu diesem Denkmal hochladen | Pfarrhaus | Bahnhofstraße 4 (Karte)           | Um 1900 | Markanter Klinkerbau von bau- und ortsgeschichtlicher Bedeutung. Zweigeschossig, Mittelrisalit, roter Klinker, Lisenengliederung durch gelbe Klinker, Fensterverdachungen mit waagerechtem Gebälk im Erdgeschoss und Dreieckgiebelchen im Obergeschoss, Fenster erneuert, Walmdach, Eingangsbereich durch Balkon leicht verändert, verkröpftes Gurtgesims, Dach bekrönt durch Dacherker, verkröpftes Kranzgesims. | 09247015 |
| Direkt Bild zu diesem Denkmal hochladen | Doppelwohnhaus in offener Bebauung | Bahnhofstraße 8, 8a (Karte)       | Um 1890 | Villenartig ausgeprägtes Gebäude, baugeschichtliche Bedeutung. Zweigeschossiger Putzbau, Putznutung an Lisenen und im Erdgeschoss, Obergeschoss mit Fensterverdachungen (waagerechtes Gebälk), Seitenrisalite sowie Vorsprünge an Giebelseiten und Gartentraufseite (Treppenhäuser), reichgegliederte Dachlandschaft, Walmdächer, Hauseingänge an Hoftraufseite in Treppenhausvorbauten, Fenster original: Kastenfenster mit kippbarem Oberlicht, Mezzaningeschoss, im Hausflur zeittypische Bodenfliesen, ehemals Villa von Otto Heckel. | 09247018 |
| Direkt Bild zu diesem Denkmal hochladen | Mietshaus in geschlossener Bebauung | Bahnhofstraße 13 (Karte)          | Um 1905 | Qualitätvoller Klinkerbau, baugeschichtliche Bedeutung. Zweigeschossig, roter Klinker, gelber Klinker als Zierelement, Eingang seitlich angeordnet und zurückgesetzt, Haustür original, zweiflüglig mit Oberlicht, Fenster aus Erbauungszeit, Segmentbogenfenster gerahmt durch Gewände und gelben Klinkerbogen mit Schlussstein, Mansarddach schiefergedeckt, zweiachsiges Zwerchhaus mit Stufengiebel, flankiert von zwei Gauben mit Satteldächern. | 09247016 |
| Direkt Bild zu diesem Denkmal hochladen | Mietshaus in halboffener Bebauung | Bahnhofstraße 15 (Karte)          | Bezeichnet mit 1904                                                                                                  | Als Eckhaus ausgebildet, zeittypischer Klinkerbau, baugeschichtliche Bedeutung. Zweigeschossig, roter Klinker, Eckbau mit polygonaler Eckausbildung, durch Dachausbauten überhöht, Segmentbogenfenster, Betonfenstergewände mit Schlussstein, Fenster erneuert, originale Gauben, guter Originalzustand. | 09247017 |
| Direkt Bild zu diesem Denkmal hochladen | Wohnhaus | Dr.-Schminke-Straße 3 (Karte)     | Kern wohl vor 1800                                                                                                   | Ländliches Wohnhaus, Bestandteil der Ortskernbebauung, baugeschichtlich und stadtentwicklungsgeschichtlich von Bedeutung. Zweigeschossig, Fachwerk-Obergeschoss verkleidet, teilweise massiv ersetzt, Satteldach, leichte Veränderungen, wichtig als Fortsetzung des Marktensembles. | 09246689 |
| Direkt Bild zu diesem Denkmal hochladen | Wohnhaus (mit Oberlaube) | Dr.-Schminke-Straße 4 (Karte)     | Kern wohl vor 1800                                                                                                   | Ländliches Wohnhaus, zur historischen Marktplatzbebauung gehörend, baugeschichtliche und städtebauliche Bedeutung. Zweigeschossiger Putzbau, Fachwerk teilweise im Obergeschoss erhalten, Krüppelwalmdach, Obergeschoss teilweise laubenartig vorkragend, Fenster und Haustür erneuert und vereinfacht, städtebaulich bedeutsam als Abschluss des Marktplatzes, zum historischen Stadtkern gehörend, Reste des alten Baubestandes, vermutlich auch im Inneren. | 09246688 |
| Direkt Bild zu diesem Denkmal hochladen | Kriegerdenkmal für die Gefallenen des Ersten Weltkrieges sowie umgebende Grünanlage | Forststraße (Karte)               | Nach 1918 | Anlage aus grobbehauenen Steinen, hühnengrabähnliche Aufstellung der Steine mit Eisenschild, singuläre Anlage mit ortshistorischem Bezug. Auf der Deckplatte Inschrift „WIR STARBEN FÜR DICH – DENKE DARAN“. | 09246693 |
| Direkt Bild zu diesem Denkmal hochladen | Wohnhaus in offener Bebauung | Friedrich-August-Straße 2 (Karte) | Bezeichnet mit 1906                                                                                                  | Aufwendig gestalteter Klinkerbau in gutem Originalzustand, baugeschichtliche Bedeutung. Ursprünglich Baugeschäft, eingeschossig mit Drempelgeschoss, Mittelrisalit, Gesimse zwischen Keller- und Erdgeschoss sowie Drempelgeschoss, roter Klinker, Fenstergewände mit verzierten Schlusssteinen, teilweise Brüstungsreliefs mit ornamentalem Zierrat, Walmdach mit Schieferdeckung, Frontgiebel aufwendig bekrönt, dort Datierung, seitlich Dacherker mit Krüppelwalmdach, Fensteröffnungen mit Segmentbogenabschluss, Einzelbeispiel dieser Bauweise in Mühltroff. Denkmalwert: baugeschichtlich als gut erhaltenes Beispiel dieser Bauweise sowie künstlerischer Wert als schöpferische Anwendung der Bauweise bei Konzeption des Wohnhauses. | 09246694 |
| Direkt Bild zu diesem Denkmal hochladen | Ehemalige Villa | Gutsweg 6 (Karte)                 | 1926 | Baugeschichtliche Bedeutung. Putzbau, zweigeschossig, regelmäßiger Grundriss, verschiedene Vor- und Anbauten aus Erbauungszeit, Freitreppe am Eingang, Haustür aus Erbauungszeit, vierflüglige Fenster mit Kämpfer und Sprossenteilung, Fensterläden mit Jalousie, aufgputztes Gurtgesims in Höhe der Sohlbänke des Obergeschosses, Walmdach, ursprünglich schiefergedeckt, Gauben mit spitzem Helmdach, Sockel verkleidet mit Theumaer Schiefer oder Grünstein (Werksteinsockel), an Gartenseite Veranda und polygonaler Erker mit rundbogiger Tür mit Oberlicht, strahlenförmige Anordnung der Sprossen, Rundbogenfenster dort darüber vermutlich ursprünglich Balkon, an Gartenseite Gauben mit steilen Satteldächern, an zweiter Gartenseite Holzerker mit originalen Fenstern und Wasserspeier sowie Rollläden aus Erbauungszeit, Farbanstrich nicht original. Denkmalwert: künstlerische und baugeschichtliche Wert, denkmalwürdig aufgrund guten Originalzustands. Putz ursprünglich porphyrfarben, Bauherr Richard Eschke, Fabrikant einer Gold-, Silber- und Seitenweberei, Veranda ursprünglich Wintergarten. | 09246670 |
| Direkt Bild zu diesem Denkmal hochladen | Feierhalle, Grabmal des Fabrikanten Alfred Eschke sowie Grabstele für infolge des Zweiten Weltkrieges verstorbene Italiener (Juli 1992 in Heimat überführt) auf dem Friedhof Mühltroff | Kastanienweg 1a (Karte)           | Um 1880 (Kriegerdenkmal); nach 1945 (Umwandlung Kriegerdenkmal); 1903 (Feierhalle); um 1926 (Grabmal Familie Eschke) | Aufwändig gestaltete Feierhalle sowie regionalhistorisch bedeutsame Grabmale, Friedhof 1903 angelegt. - Grabmal Alfred Eschke: um 1926 grob behauener Stein mit aufgesetzten Buchstaben und Zweig und plastische Knabendarstellung mit Zahnrad und Hammer, bezeichnet mit „a & o“, Grabmal für Fabrikanten Eschke, handwerklich qualitätvolle Arbeit, wichtig aus regionalhistorischer Sicht - Feierhalle: auf längsrechteckigem Grundriss, eingeschossig, an Hauptfront zwei Rundbogenportale, zweiflüglig mit sprossengeteilten Oberlichtern, mittig ein Rundbogenfenster, Pilastergliederung mit verzierten Kapitellen, Schlusssteine über Fenster- und Türöffnungen, Architrav, Dreieckgiebel mit Relief (Darstellung Ährenkranz und Lorbeerlaub), Walmdach, profiliertes Gesims, Sockel Werkstein, um 1895 - Grabstele für gefallene Italiener: Obelisk mit Schrifttafel, alle offensichtlich erst nach Kriegsende verstorben (November, Dezember 1945), Stele war Teil des ursprünglich auf dem August-Bebel-Platz stehenden Denkmals für die Gefallenen im Deutsch-Französischen Krieg 1870/71                   | 09246676 |
| Weitere Bilder                          | Evangelische Stadtkirche Mühltroff, ehemalige Schlosskirche | Kirchgasse 1 (Karte)              | Im Kern 1588 (Erweiterung ehemalige Kapelle); 1817, nach Brand (Kirche); 1822 (Orgel)                                | Mit dem Schloss ein geschlossenes architektonisches Ensemble bildend, baugeschichtlich und ortsgeschichtlich von Bedeutung. Nach Abtragung der alten Stadtkirche St. Georg wurde die ehemalige Schlosskirche zur Stadtkirche (seit 1648), Schlosskirche entstand 1588 durch Erweiterung der ehemaligen mittelalterlichen Andachts- und Begräbniskapelle der Vögte von Plauen durch Hans Balthasar von Sack, nach Brand 1817 Umbau, restauriert 1937 und 1979. Schlichte klassizistische Saalkirche mit gerade geschlossenem Chor, Sakristei an Ostseite, an Südseite Turm über quadratischem Grundriss mit Pyramidendach, Inneres mit klassizistischer Ausstattung, zweigeschossige Emporen an Nord- und Südseite, Orgel von Johann Christian Rebhuhn von 1822, verändert 1937 und restauriert 1987. | 09247019 |
| Direkt Bild zu diesem Denkmal hochladen | Ehemalige Schule (Erste Schule) | Kirchgasse 4 (Karte)              | Kern wohl vor 1800                                                                                                   | Schlichter, baulich veränderter Putzbau von stadtgeschichtlicher Bedeutung. Zweigeschossiger Putzbau, Fassade durch zu große Fenster verändert, altes Umfassungsmauerwerk und wahrscheinlich Dachstuhl und Proportionen erhalten, stadtgeschichtlich wichtig als Dokument der örtlichen Schulgeschichte, außerdem städtebaulich wichtig als typische Bebauung entlang der Kirchgasse, früher Böttgerei Schwender, zum historischen Stadtkern gehörend, noch guter Bestand, stadtgeschichtlicher Wert. | 09246691 |
| Weitere Bilder                          | Straßenbrücke über die Wisenta | Markt (Karte)                     | Vor 1900 | Steinbogenbrücke, ortshistorisch und baugeschichtlich von Bedeutung. Bruchsteinbau ohne wesentliche erkennbare bauliche Veränderungen, Bestandteil des historischen Wegenetzes der Stadt gehört, bildprägend. | 09246699 |
|                                         | Ehemalige Schule | Markt 4 (Karte)                   | Um 1900 | Markanter mehrgeschossiger Putzbau in gutem Originalzustand, bau- und ortsgeschichtliche Bedeutung. Dreigeschossiger, die übliche Marktplatzbebauung überragender Bau, drei Fensterachsen, jede als Zwillingsfenster ausgebildet, rundbogig mit eingestellten pfeilern, Waagerechte Fensterverdachungen im Erdgeschoss und ersten Obergeschoss, Putzquaderung im Erdgeschoss, Hauseingang traufseitig am Markt, seitlich, rundbogig. Flankiert von Pfeilern, Eingang zurückversetzt mit Treppe, Haustür aus Erbauungszeit, zweiflüglig mit Oberlicht, flachgeneigtes Krüppelwalmdach mit quadratischem Uhrenturm mit welscher Haube, verputzter Ziegelbau, zeittypischer Bau ohne wesentliche Bauveränderungen, daher baugeschichtlich bedeutsam, sprengt eigentlich Maßstäbe des Marktplatzes, ist aber trotzdem für Platzbild bedeutsam, weil die Schule in die Häuserflucht eingefügt wurde, weiterhin stadtgeschichtlich wichtig als alte Schule. | 09246690 |
| Direkt Bild zu diesem Denkmal hochladen | Wohnhaus in geschlossener Bebauung | Markt 7 (Karte)                   | Um 1800 | Bestandteil eines ehemaligen Ackerbürgerhofes, das Marktplatzensemble prägender Putzbau. Zweigeschossig, vermutlich im Obergeschoss Fachwerk verputzt, sechs Achsen, diese unregelmäßig angeordnet in zwei Gruppen und ein isoliertes Fenster, Tordurchfahrt rundbogig, annähernd mittig angeordnet, ein zu großes Fenster im Erdgeschoss, guter originaler Baubestand, Satteldach, wichtiger Bestandteil des Marktplatzensembles, dass durch diese traditionellen Ackerbürgerwohnhäuser mit Tordurchfahrt geprägt wird. Denkmalwert: städtebaulicher und heimatgeschichtlicher Wert. | 09246684 |
| Direkt Bild zu diesem Denkmal hochladen | Wohnhaus in geschlossener Bebauung | Markt 9 (Karte)                   | Um 1800 | Bestandteil eines ehemaligen Ackerbürgerhofes, das Marktplatzensemble maßgeblich prägender Putzbau. Zweigeschossiger Putzbau, fünf Fensterachsen, Obergeschoss eventuell noch Fachwerk, Satteldach, drei zweireihig angeordnete Gauben mit Satteldach, altdeutsche Schieferdeckung, Toreinfahrt mittig mit Pforte, neben Hauseingang Rundbogenfenster, guter originaler Baubestand, zur historischen Marktplatzbebauung gehörend, eines der am besten erhaltenen historischen Gebäude, zum historischen Stadtkern gehörend, noch guter Bestand. | 09246683 |
| Direkt Bild zu diesem Denkmal hochladen | Wohnhaus in geschlossener Bebauung (ehemaliger Gasthof Halber Mond) | Markt 11 (Karte)                  | Um 1800 | Bestandteil eines ehemaligen Ackerbürgerhofes, leicht überformter Putzbau, der durch seine Größe das Marktensemble prägt. Zweigeschossig mit Satteldachabschluss, Toreinfahrt rundbogig, mittig angeordnet, zu große Fenster im Erdgeschoss, Obergeschoss 13 Achsen, vier kleine Gauben mit Satteldach, im Inneren noch guter Originalbestand zu erwarten, äußerlich leicht verändert, Tor mit Oberlicht, strahlenförmig angeordnete Sprossen, typisches Ackerbürgerwohnhaus von Mühltroff, das das Stadtbild wesentlich prägt, zum historischen Stadtkern gehörend, noch guter Bestand. | 09246682 |
| Direkt Bild zu diesem Denkmal hochladen | Wohnhaus in geschlossener Bebauung (ehemaliger Gasthof Sächsischer Hof) | Markt 13 (Karte)                  | Um 1800 | Bestandteil eines ehemaligen Ackerbürgerhofes, von baugeschichtlicher und städtebaulicher Bedeutung (Obergeschoss Fachwerk). Eines der am besten erhaltenen Bauten am Markt von Mühltroff, äußere Gestaltung weitestgehend original, zweigeschossiger Putzbau mit Satteldachabschluss, fünf Gauben zweireihig angeordnet, obere Reihe kleinere Gauben, alle mit Satteldach, altdeutsche Schieferdeckung, Obergeschoss leicht vorkragend, Fachwerk verputzt, Erdgeschoss massiv, acht Fensterachsen, Toreinfahrt mit Segmentbogenabschluss mittig angeordnet, im Erdgeschoss ein Fenster mit Segmentbogen, Haus möglicherweise älter als 19. Jahrhundert, im inneren guter originaler Bestand zu erwarten, wichtiges Gebäude für Marktplatzensemble aufgrund des guten Originalzustandes. Denkmalwert: baugeschichtliche, heimatgeschichtliche und städtebauliche Bedeutung. | 09246681 |
| Direkt Bild zu diesem Denkmal hochladen | Ackerbürgerhof mit Wohnhaus und einem angebauten Seitengebäude (mit Oberlaube) | Markt 15 (Karte)                  | Um 1800 | Städtebaulich und baugeschichtlich bedeutsame Gebäudegruppe in gutem Originalzustand. Wohnhaus am Markt, zweigeschossiger Putzbau mit Mansarddach, Schieferdeckung, zwei Gauben mit Satteldach flankieren den Dacherker, dieser vermutlich nachträglich, Fassade vereinfacht, aber Anordnung der Fensterachsen wohl beibehalten, vier Achsen, große Toreinfahrt mit Segmentbogenabschluss, seitlich angeordnet, weiter nachträgliche Tür im Erdgeschoss und winkelförmig angeordneter Gebäudeteil mit Laden im Erdgeschoss, Haus bildet einen der Abschlüsse des Marktensembles, Seitengebäude in mehreren Bauphasen errichtet, Fachwerk-Obergeschoss vorkragend, Satteldach, hofseitig mit Oberlaube, wahrscheinlich einzige erhaltene Oberlaube am Markt, baugeschichtlich wichtig aufgrund des guten Originalzustandes als Dokument des Bauens im 18. Jahrhundert, städtebaulich wichtig als Teil des Marktensembles, zum historischen Stadtkern gehörend, noch guter Bestand. | 09246680 |
| Weitere Bilder                          | Rathaus | Markt 16 (Karte)                  | 2. Hälfte 19. Jahrhundert                                                                                            | Historisierender Putzbau, im Rundbogenstil des 19. Jahrhunderts, bauhistorische und ortsgeschichtliche Bedeutung. Zweigeschossiger kubischer Bau, flachgeneigtes Walmdach mit Dacherker flankiert von zwei Gauben mit Satteldach, Schieferdeckung, Rundbogenfenster, im Erdgeschoss als Zwillingsfenster, Eingang rundbogig, flankiert von Säulen, Gurtgesims in Höhe der Sohlbänke im Obergeschoss, Sockel Werksteinverkleidung, profiliertes Kranzgesims, zeittypischer Bau in gutem Originalzustand, städtebaulich wichtig als Teil des Marktensembles. | 09246677 |
| Direkt Bild zu diesem Denkmal hochladen | Wohnhaus in geschlossener Bebauung | Markt 18 (Karte)                  | Um 1800 | Schlichter Putzbau von städtebaulicher Bedeutung. Teil der historischen Marktplatzbebauung, bildet Abschluss an Westseitze Markt, zweigeschossiger, dreiachsiger Putzbau mit Anbau ohne Denkmalwert, Krüppelwalmdach, Fachwerk teilweise erhalten und überputzt, an hinteren Traufseite wahrscheinlich über beide Etagen, eine unproportionierte, nachträglich aufgesetzte oder erweiterte Gaube mit Satteldach, Haus besitzt noch große Teile des ursprünglichen Baubestandes, weiterhin sehr wichtig als Abschluss des Marktplatzes. | 09246678 |
| Direkt Bild zu diesem Denkmal hochladen | Schule | Pestalozzistraße 12 (Karte)       | Um 1928 | Repräsentativer Putzbau in zeittypischer Bauweise in gutem Originalzustand, ortsgeschichtlich und baugeschichtlich von Bedeutung. Zweigeschossig, teilweise dreigeschossig, Walmdächer, im erhöhten Teil Treppenhaus mit Vorhalle, Uhrenturm polygonal, Gauben mit Walmdach, großformatige, mehrflüglige Fenster, teilweise erneuert, Sockel Theumaer Schiefer, Kratzputz. Denkmalwert: wissenschaftlich-dokumentarischer und architektonischer Wert. Dach in altdeutscher Schieferdeckung, Bau besteht aus einem dreigeschossigen Baukörper an den zweiflügliger Seitenflügel anschließt, Treppenhausfenster aus Erbauungszeit, ockerfarbiger Putz aus Erbauungszeit. | 09246669 |
| Direkt Bild zu diesem Denkmal hochladen | Wohnhaus in halboffener Bebauung | Poststraße 2 (Karte)              | 2. Hälfte 19. Jahrhundert                                                                                            | Zum historischen Stadtkern gehörend, baugeschichtlich von Bedeutung. Annähernd quadratischer Grundriss, Walmdach, zweigeschossiger Putzbau, Gurtgesims, Putznutung im Erdgeschoss, Segmentbogenfenster, Putz im Sockelbereich verändert, im Obergeschoss Fensterbrüstungen mit Putzornamentik, waagerechte Fensterverdachungen, vorkragende Sohlbänke, profilierte Fenstergewände und profiliertes Kranzgesims, Eingangstüröffnung segmentbogenförmig mit Prellsteinen, einflüglige Tür im Haustor, Oberlicht mit strahlenförmig angeordneten Sprossen, hintere Traufseite und ein Giebelseite vereinfacht, die dortigen Anbauten ohne Denkmalwert, im Erdgeschoss Fenster und Sohlbänke verändert, zum historischen Stadtkern gehörend, noch guter Bestand. | 09246671 |
| Direkt Bild zu diesem Denkmal hochladen | Villa | Reichersberg 1 (Karte)            | 1936–1940 | Ehemalige Fabrikantenvilla von ortsgeschichtlicher und baugeschichtlicher Bedeutung. Villa des Fabrikanten Eschke, Einfamilienwohnhaus villenartig, eingeschossig, hohes steiles Satteldach, schöner Werksteinsockel, Putzbau, Fensterläden, Fenstergitter, Vordach auf Steinpfeilern, fünfachsige Schleppgaube, Dachgeschoss ausgebaut. Satteldach und Schornsteinverkleidung Schiefer, dominante Lage über Mühltroff, weithin sichtbar. Denkmalwert: baugeschichtlicher Wert als zeittypischer Wohnhausbau in sehr gutem Originalzustand. Gute künstlerische Qualität besonders der ausgewogenen Proportionen, städtebauliche Wert bedingt durch dominante Lage. | 09246672 |
|                                         | Straßenbrücke über die Wisenta | Schützenstraße (Karte)            | Vor 1900 | Steinbogenbrücke aus Bruchsteinen, nahe Schützenplatz, in gutem Originalzustand erhalten, ortsgeschichtlich und baugeschichtlich von Bedeutung | 09246698 |
| Weitere Bilder                          | Brunnenhaus | Schützenstraße (Karte)            | Um 1920 | In landschaftlich angepasster Bauweise errichteter Zweckbau. Unterteil massiv, verputzt, Walmdach mit Schieferdeckung, quadratischer Grundriss, darüber turmartige Bekrönung mit Holzverschalung und Welscher Haube, singuläres Bauwerk mit Stilelementen des Heimatstils, architektonisch anspruchsvolle Gestaltung. | 09246697 |
| Direkt Bild zu diesem Denkmal hochladen | Ehemalige Wassermühle mit Wohnhaus und Seitengebäude (Obermühle) | Schützenstraße 24 (Karte)         | Um 1800 | Anlage von bau- und ortsgeschichtlicher Bedeutung. Zweigeschossig, Erdgeschoss vermutlich massiv, Obergeschoss Fachwerk verbrettert oder verputzt, Mansarddach mit halbem Schopf, Giebel verschiefert, Wohn- und Wirtschaftsgebäude im rechten Winkel stehend und aneinandergebaut, schöne geschlossene Anlage in historischer Bauweise ohne wesentliche bauliche Beeinträchtigung, trotz einigen Veränderungen guter Bestand, heimatgeschichtliche Bedeutung als alte Mühle sowie baugeschichtlicher Wert als zeittypischer Bau in gutem Originalzustand. | 09246696 |
| Weitere Bilder                          | Schützenhaus | Schützenstraße 26 (Karte)         | 1909 | Architektonisch qualitätvoll gestalteter Historismusbau von stadtgeschichtlicher Bedeutung. Zweigeschossiger Putzbau auf längsrechteckigem Grundriss, Walmdachabschluss, Pilastergliederung mit Rustikaputz, Putznutung im Erdgeschoss, Eingang mittig an Traufseite flankiert von Säulen, darüber Balkon mit Steinbrüstung, Erdgeschoss Rechteckfenster, Obergeschoss Rundbogenfenster mit Schlussstein, Fenster dort jeweils flankiert von Pfeilern, Eingangsbereich rundbogig überhöht, dort reliefierte Wappendarstellung, flankiert von rundbogig abschließenden Gauben, eine Giebelseite weist ebenfalls historische Putzgliederung auf, hintere Traufseite und zweite Giebelseite ockerfarbener Glattputz, wahrscheinlich vereinfacht. Architektonisch aufwändig gestaltes Gebäude, daher der Denkmalwert: architektonische Qualität und baugeschichtlicher Wert sowie historische Bedeutung als ehemaliges Schützenhaus, stadtgeschichtlicher Wert. | 09246695 |
| Direkt Bild zu diesem Denkmal hochladen | Ehemaliges Forsthaus, heute Wohnhaus | Wilder Berg 2 (Karte)             | Bezeichnet mit 1922                                                                                                  | Dem Heimatstil verpflichter Bau von landschaftsgestaltendem Wert. Mehrfamilienwohnhaus, zweigeschossig, Sockel Bruchstein, Obergeschoss waagerechte Holzverschalung. Innen: Treppenhalle, Jagdbild, flachgewölbtes Kreuzgratgewölbe, Türen und Raumaufteilung usw. original, auch Fenster, in Treppenhalle Holzbalkendecke. Gartenfassade repräsentativ, zweiflüglige Haustür mit Oberlicht, dort Schlussstein bezeichnet mit 1922, Walmdach, schiefergedeckt in altdeutscher Deckung, Schleppgaube, holzverkleidet, im Obergeschoss Fensterläden mit Jalousie, Fensterläden vermutlich ursprünglich grün, Holzverschalung braun, Erdgeschoss Bruchstein, Fenster- und Türöffnung rundbogig, gute Innenausstattung, zum Beispiel Holztreppe und Türen. Denkmalwert: landschaftsgestaltende Wert durch landschaftsangepasste Bauweise und dominante Lage, wissenschaftliche und künstlerische Wert als zeittypischer Forsthausbau in gutem Originalzustand. | 09246673 |

## Oberreichenau
| Bild                                    | Bezeichnung                                  | Lage                        | Datierung           | Beschreibung | ID       |
| --------------------------------------- | -------------------------------------------- | --------------------------- | ------------------- | --- | -------- |
| Direkt Bild zu diesem Denkmal hochladen | Mietshaus in offener Bebauung und in Ecklage | Ranspacher Straße 8 (Karte) | Bezeichnet mit 1902 | Alte Ortslage Oberreichenau, mit Laden, Klinkerfassade, Eckbetonung, baugeschichtliche Bedeutung. Zwei Geschosse, fünf mal drei mal drei Achsen, Eckturm mit drei Geschossen, Sockel: rote Klinker, horizontale Putzbänder, Fassadengliederung durch gelbe Klinkersteine, aufgeputzte Fenstergewände mit einfachem Profil, Zierbögen über den Fensterstürzen farbig abgesetzt, im Obergeschoss Fensterverdachung (Giebel) auf Konsolen, Eckrisalit ohne Dachabschluss, Ladentüre mit Oberlicht original. | 09232029 |

## Ranspach
| Bild                                    | Bezeichnung                                              | Lage               | Datierung                                                      | Beschreibung | ID       |
| --------------------------------------- | -------------------------------------------------------- | ------------------ | -------------------------------------------------------------- | --- | -------- |
| Weitere Bilder                          | Kirche (mit Ausstattung)                                 | Ortsstraße (Karte) | Mittelalterlich (Kirche); 18. Jahrhundert (Kirchenausstattung) | Im Kern mittelalterliche Chorturmkirche, barock überformt, baugeschichtlich, ortsgeschichtlich und ortsbildprägend von Bedeutung. Mittelalterlicher Saal, 1788 Umbau zur Chorturmkirche, Bruchsteinmauerwerk verputzt, teilweise Haustein, Chor eingezogen und gerade geschlossen, Turm quadratischer Grundriss, oktogonaler Aufsatz, Welsche Haube, Laterne, zweigeschossige Emporen, Chor mit mittelalterlicher Wandmalerei, Orgel 1882 Hildebrand, Ausstattung 18. Jahrhundert. | 09232018 |
| Direkt Bild zu diesem Denkmal hochladen | Kriegerdenkmal für die Gefallenen des Ersten Weltkrieges | Ortsstraße (Karte) | Nach 1918                                                      | Ortsgeschichtlich von Bedeutung. Granitstele, zweigestufter Unterbau, Postament, Mittelteil mit Namenstafeln, darüber verjüngender Aufbau, nach 1945 einfache Platte hinzugestellt. | 09232017 |

## Thierbach
| Bild                                    | Bezeichnung | Lage                    | Datierung                                                                                     | Beschreibung | ID       |
| --------------------------------------- | --- | ----------------------- | --------------------------------------------------------------------------------------------- | --- | -------- |
|                                         | Sachgesamtheit Königlich-Sächsische Triangulierung („Europäische Gradmessung im Königreich Sachsen“); Station 155, Sandberg | (Flurstück 719) (Karte) | Bezeichnet mit 1876                                                                           | Station der Königlich-Sächsischen Triangulation, Netz 2. Ordnung, wissenschaftsgeschichtlich und technikgeschichtlich von Bedeutung. Die Station 155 wurde im September 1876 an der höchsten Stelle des südlich von Thierbach gelegenen Sandberges errichtet. Mit Kaufvertrag vom 21. September 1876 wurde die benötigte Fläche von 36 m² vom Grundstückseigentümer, Gutsbesitzer F. A. Hempel in Thierbach, für den Königlich Sächsischen Staatsfiscus erworben. Die Vermessungssäule mit kreisförmigem Grundriss ist aus Rochlitzer Porphyr gefertigt. Der Schaft wird durch eine Abdeckplatte abgeschlossen. Die auf der Säule aufgebrachte Inschrift ist stark verwittert. Der abgesetzte Sockel hat einen quadratischen Grundriss. Die Säule wurde restauriert und dabei die Bruchstellen ergänzt. Die Station war 1962/63 zerstört worden und in mehrere Stücke zerbrochen. Die Bruchstücke konnten 1994 von der „Aktion 55“ sichergestellt werden. | 09232020 |
| Direkt Bild zu diesem Denkmal hochladen | Pfarrhaus | Sommerstraße 36 (Karte) | Um 1840                                                                                       | Baugeschichtlich und ortsgeschichtlich von Bedeutung. Ziegel-Bruchsteinmauerwerk, zwei Geschosse, neun Achsen. Ehemaliger Stall im rechten Gebäudeteil: Putzfaschen der Fenster nach Sanierung verschwunden, giebelseitig erhalten, Walmdach mit altdeutscher Schieferdeckung, Fledermausgaupen, originale Eingangstür erhalten. | 09232021 |
|                                         | Wohnhaus | Sommerstraße 38 (Karte) | Um 1900                                                                                       | Klinkerfassade, baugeschichtliche und womöglich ortsgeschichtliche Bedeutung. Zwei Geschosse, hoher Sockel, Walmdach, Sockel Polygonal-Bruchstein-Mauerwerk unverputzt, rote Klinkerfassade mit schlichten Putzbändern, einfaches Kunststein-Fenstergewände, Walmdach mit altdeutscher Schieferdeckung, schöne originale Eingangstür mit Gitter und Oberlicht, ehemalige Dorfschule bis Sommer 1968. | 09232022 |
| Weitere Bilder                          | Kirche (mit Ausstattung) sowie Kirchhof mit Einfriedung und Kriegerdenkmal für die Gefallenen des Ersten Weltkrieges        | Sommerstraße 40 (Karte) | Ab 14. Jahrhundert (Kirche); vermutlich 1568 (Saal); 1743 (Orgel); nach 1918 (Kriegerdenkmal) | Baugeschichtlich und ortsgeschichtlich von Bedeutung. - Kirche: Saalkirche, Chor und Querriegel noch 14. Jahrhundert, Saal vermutlich 1598, im 18. Jahrhundert barocke Umgestaltung, 1950 Restaurierung; verputzter Bruchsteinbau, eingezogener Chor gerade geschlossen, oktogonaler Dachreiter, Westen mit korbbogenförmigem Portal, mittelalterliche Wandmalerei, Orgel 1743 - Einfriedung: ehemals stark befestigter Kirchhof mit Resten unverputzter Bruchsteinmauern - Kriegerdenkmal: ursprünglich Erster Weltkrieg, später erweitert, auf stufenförmigem Postament hohe Stele mit Marmortafel, davor Ehrenzeichen | 09232023 |
|                                         | Gasthaus zum Grünen Baum | Sommerstraße 58 (Karte) | Bezeichnet mit 1906                                                                           | Bau- und ortsgeschichtliche Bedeutung | 09232019 |

## Unterreichenau
| Bild                                    | Bezeichnung                                                                                                   | Lage                     | Datierung              | Beschreibung | ID       |
| --------------------------------------- | --- | ------------------------ | ---------------------- | --- | -------- |
|                                         | Kriegerdenkmal für die Gefallenen des Ersten Weltkrieges                                                      | Hauptstraße (Karte)      | Nach 1918              | Ortsgeschichtlich von Bedeutung. Postament aus bossiertem Diabas, aufgemauerte Stele gleichen Materials mit zwei Fruchtschieferplatten (Namenstafeln), abgerundeter Abschluss. | 09232030 |
|                                         | Ehemalige Mühle mit Wohnhaus, Mühlengebäude (mit technischer Ausstattung), Schuppen und Remise (Oertelsmühle) | Hauptstraße 1 (Karte)    | 1859; erweitert 1924   | Geschlossen erhaltene Anlage, ortsgeschichtliche und technikgeschichtliche Bedeutung. - Wohnhaus: zwei Geschosse (Ziegelmauerwerk) Putzfaschen, im Giebel zwei Rundbogenfenster - technische Ausstattung: Mehlrohre, Mahlgänge und Transmissionen, Walzenstühle (1924), ehemals drei Räder, Plansichter, Mehlmischmaschine - Hofschuppen mit Sägegatter und zwei Sägeblätter, zwei hölzerne Zahnräder          | 09232032 |
| Direkt Bild zu diesem Denkmal hochladen | Wohnhaus | Hauptstraße 15 (Karte)   | Um 1900                | Klinkerfassade, baugeschichtliche Bedeutung. Zwei Geschosse, Sockel verputzt, gelbe Klinker mit Putzbändern, Putzspiegeln, Kunststein-Fenstergewände mit einfacher Nut, Segmentbogen im Erdgeschoss, im Obergeschoss reiche Stuckspiegel und Reliefs als Fensterbekrönung und Spiegel darunter, Walmdach, eventuell ehemaliges Bauernhaus.                                                                     | 09232034 |
| Direkt Bild zu diesem Denkmal hochladen | Wohnhaus und Seitengebäude eines Forsthofes                                                                   | Mittelhöhe 1, 1a (Karte) | 19. Jahrhundert        | Geschlossene Anlage aus zwei Gebäuden, baugeschichtlich und ortsgeschichtlich von Bedeutung. Wohnhaus: zwei Geschosse, sieben Achsen mit Putzgliederung, Sandsteinfenster- und Sandsteintürgewände, Walmdach. Original: Eingangstür mit Oberlicht und Eisengitter. Stallscheune mit Korbbogen geschlossene Hofzufahrt, Putzfassade, Walmdach.                                                                  | 09232270 |
| Direkt Bild zu diesem Denkmal hochladen | Ehemaliges Chausseehaus                                                                                       | Mittelhöhe 4 (Karte)     | Anfang 19. Jahrhundert | An der Strecke Auma/Zeulenroda – Pausa/Plauen, ortshistorische und verkehrstechnische Bedeutung. Bis 1840 in Funktion Eingeschossig, Krüppelwalmdach, Mittelrisalit mit Zwerchhaus, traufständig zur Straße, nur im Sockelbereich für Gesamterscheinungsbild nicht wesentliche Veränderungen (2006). | 09232269 |
| Direkt Bild zu diesem Denkmal hochladen | Wohnstallhaus (Umgebinde) eines Bauernhofes                                                                   | Mühlenweg 2 (Karte)      | Um 1850                | Regionaltypische traditionelle Bauformen (Umgebinde, Blockstube), baugeschichtlich bedeutsam. Zweigeschossig, Bruchstein-Lehmwände im Erdgeschoss bzw. im vorderen Teil Blockstube mit Balkendecke, profiliert und Unterzug erhalten, Reste des Umgebindes unter Verputz sichtbar, Obergeschoss Fachwerk (verputzt), angeschleppter Anbau alt, Krüppelwalmdach, altdeutsche Schieferdeckung, Fenster erneuert. | 09232033 |

## Wallengrün
| Bild                                    | Bezeichnung                                                | Lage                         | Datierung                               | Beschreibung | ID       |
| --------------------------------------- | ---------------------------------------------------------- | ---------------------------- | --------------------------------------- | --- | -------- |
| Direkt Bild zu diesem Denkmal hochladen | Denkmal für die Gefallenen des Ersten Weltkrieges          | Thierbacher Straße (Karte)   | 1920                                    | Ortsgeschichtlich von Bedeutung. Gestaltete Anlage (Grünsteinquader, Marmortafel, Lindenhalbrund). | 09232930 |
| Direkt Bild zu diesem Denkmal hochladen | Wohnhaus, zwei Seitengebäude und Scheune eines Bauernhofes | Thierbacher Straße 8 (Karte) | Bezeichnet mit 1916, im Kern wohl älter | Geschlossen erhaltene Hofanlage, unter anderem baugeschichtliche Bedeutung, vermutlich alte Schule. - Wohnhaus: zweigeschossig, Putzfassade, einfach verbretterter Giebel, Satteldach mit altdeutscher Schieferdeckung und Satteldachgaupen, abseitig verändert - Stall: zweigeschossig, Erdgeschoss verputzt, Obergeschoss verbrettert, Krüppelwalmdach, Satteldachgaupen, altdeutsche Schieferdeckung - Scheune: Erdgeschoss massiv, Obergeschoss Fachwerk, Krüppelwalmdach, originaler hölzerner Windfang mit farbigem Pressglas, alte Fenster mit Sprossen | 09232924 |

## Tabellenlegende
- Bild: Bild des Kulturdenkmals, ggf. zusätzlich mit einem Link zu weiteren Fotos des Kulturdenkmals im Medienarchiv Wikimedia Commons. Wenn man auf das Kamerasymbol klickt, können Fotos zu Kulturdenkmalen aus dieser Liste hochgeladen werden:
- Bezeichnung: Denkmalgeschützte Objekte und ggf. Bauwerksname des Kulturdenkmals
- Lage: Straßenname und Hausnummer oder Flurstücknummer des Kulturdenkmals. Die Grundsortierung der Liste erfolgt nach dieser Adresse. Der Link (Karte) führt zu verschiedenen Kartendiensten mit der Position des Kulturdenkmals. Fehlt dieser Link, wurden die Koordinaten noch nicht eingetragen. Sind diese bekannt, können sie über ein Tool mit einer Kartenansicht einfach nachgetragen werden. In dieser Kartenansicht sind Kulturdenkmale ohne Koordinaten mit einem roten bzw. orangen Marker dargestellt und können durch Verschieben auf die richtige Position in der Karte mit Koordinaten versehen werden. Kulturdenkmale ohne Bild sind an einem blauen bzw. roten Marker erkennbar.
- Datierung: Baubeginn, Fertigstellung, Datum der Erstnennung oder grobe zeitliche Einordnung entsprechend des Eintrags in der sächsischen Denkmaldatenbank
- Beschreibung: Kurzcharakteristik des Kulturdenkmals entsprechend des Eintrags in der sächsischen Denkmaldatenbank, ggf. ergänzt durch die dort nur selten veröffentlichten Erfassungstexte oder zusätzliche Informationen
- ID: Vom Landesamt für Denkmalpflege Sachsen vergebene, das Kulturdenkmal eindeutig identifizierende Objekt-Nummer. Der Link führt zum PDF-Denkmaldokument des Landesamtes für Denkmalpflege Sachsen. Bei ehemaligen Kulturdenkmalen können die Objektnummern unbekannt sein und deshalb fehlen bzw. die Links von aus der Datenbank entfernten Objektnummern ins Leere führen. Ein ggf. vorhandenes Icon  führt zu den Angaben des Kulturdenkmals bei Wikidata.